# GM Family I
Il nome GM Family I identifica una grande famiglia di motori a scoppio prodotti a partire dal 1979, inizialmente dalla sola Casa automobilistica tedesca Opel, e in seguito dall'intero gruppo General Motors, di cui la Opel ha fatto parte per numerosi decenni. La produzione di questi motori prosegue ancor oggi, nonostante siano stati affiancati da altri motori di cilindrate analoghe. Quella dei motori Family I è perciò una delle famiglie di motori GM più longeve che esistano.

## Storia e caratteristiche

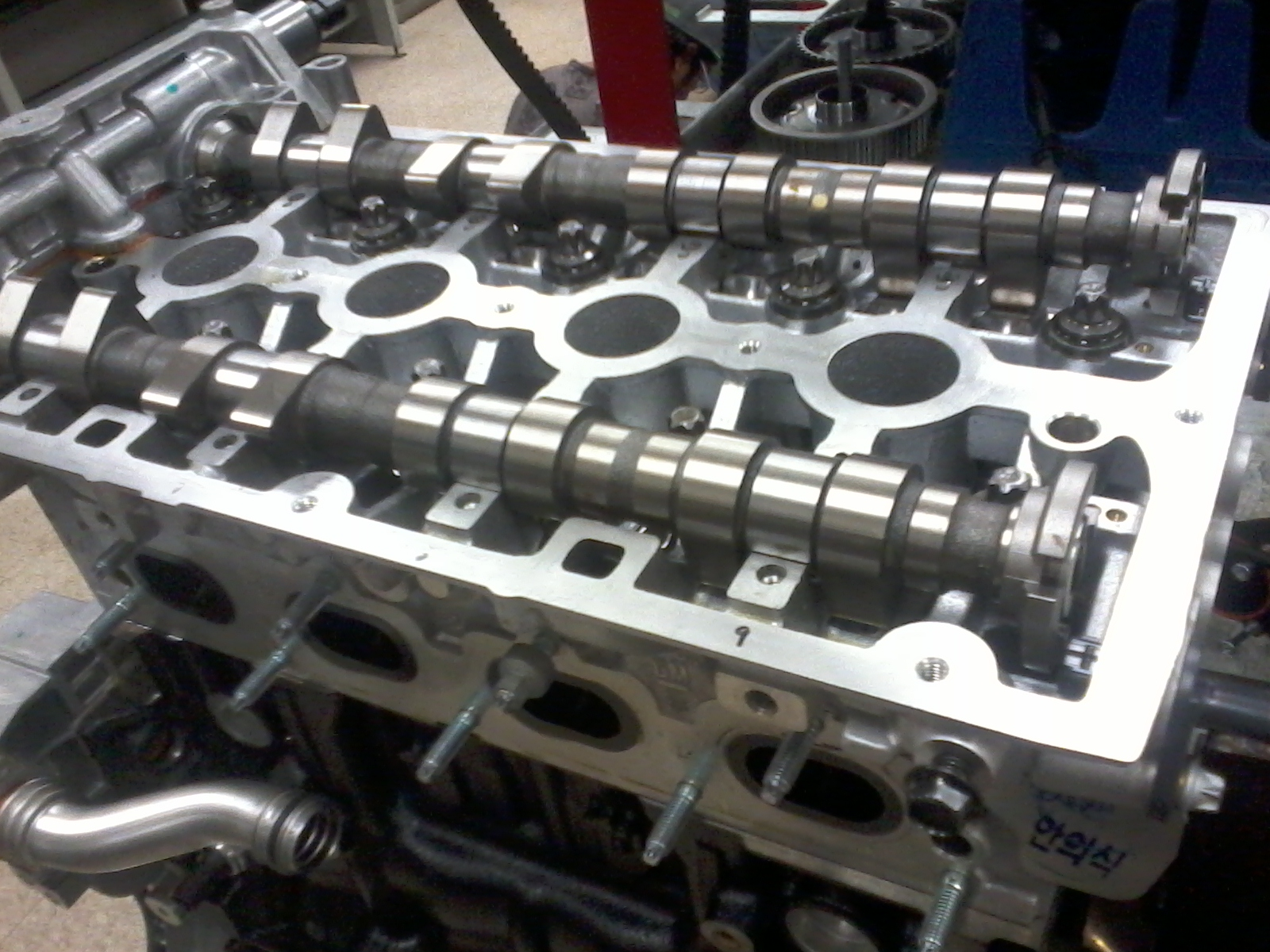
La testata bialbero in alluminio di un 1.8 Family I

Questa famiglia di motori nacque per sostituire gradualmente sia i motori della famiglia OHV Four, sia in seguito quelli della famiglia CIH Four, quando ai Family I da 1,2 e da 1,3 litri si sarebbero aggiunte motorizzazioni di cilindrata superiore. Il primo motore Family I fu un 1.3 da 60 CV che andò a equipaggiare dapprima la seconda generazione della berlina Ascona, ormai non più fresca di progetto, e in seguito anche altri modelli della Casa tedesca. IL debutto del primo motore Family I si ebbe al Salone di Ginevra, appunto nell'edizione del 1979.
Il progetto che avrebbe condotto allo sviluppo dei motori Family I, avvenne quasi in contemporanea con il progetto destinato a concretizzarsi con l'introduzione dei motori Family II, da cui risulta evidente la volontà, da parte del gruppo General Motors, di rinnovare radicalmente e in tempi rapidi la propria gamma motori destinata ai modelli europei e sudamericani.
I motori Family I sono motori accomunati fra loro dalle seguenti caratteristiche:
- architettura a 4 cilindri in linea;
- testata in lega di alluminio;
- monoblocco in ghisa;
- albero a gomiti su 5 supporti di banco.

Data la vastità di tale famiglia e le continue evoluzioni che ne hanno portato la produzione fino al giorno d'oggi, i punti in comune fra tutti questi motori sono quindi pochi ma estremamente importanti. Per quanto riguarda altri importantissimi aspetti, come ad esempio la distribuzione o il tipo di alimentazione, i motori Family I adottano diverse soluzioni a seconda della tipologia di motore e del periodo in cui esso viene (o veniva) prodotto. Per esempio, per quanto riguarda la distribuzione, i motori Family I possono essere monoalbero in testa o bialbero in testa, con testata a 2 o a 4 valvole per cilindro e con variatore di fase nelle varianti più moderne. In tutti i casi, comunque, la distribuzione era azionata mediante cinghia. Inoltre, l'alimentazione nei primi motori Family I era a carburatore, ma in seguito si è passati all'iniezione (single point prima e multipoint dopo). Nelle più recenti evoluzioni, alcune versioni particolarmente performanti sono anche sovralimentate mediante turbocompressore e sfiorano i 210 CV di potenza massima.
Presso gli addetti ai lavori, ma anche presso l'ampia cerchia di appassionati, specialmente per quando riguarda i modelli della Opel, questi motori sono noti anche con l'appellativo di "small block" per distinguerli dai motori Family II, che invece vengono denominati anche "big block", un po' come viene fatto negli States a proposito dei grossi V8 destinati ai modelli commercializzati in tale mercato.
La produzione dei motori Family I venne inizialmente avviata solo presso lo stabilimento Opel di Aspern, in Austria, ma in seguito venne spostata nello stabilimento di Szentgotthárd (Ungheria) con l'arrivo delle versioni bialbero e venne estesa anche allo stabilimento GM do Brasil, nella città di São José dos Campos, allo stabilimento sudcoreano della GMDAT (nella città di Bupyeong) e allo stabilimento messicano di Toluca. I motori prodotti in Brasile hanno la particolarità di poter funzionare anche con etanolo, un carburante ecologico molto utilizzato nel Paese sudamericano.
I motori Family I ricoprono un range motoristico che spazia dalle piccole unità da 1 litro (prodotte solo per il mercato brasiliano) fino alle più grandi da 1,8 litri. Di seguito ne vengono illustrate le caratteristiche più in dettaglio.

## Versioni

### Versioni da 1 litro

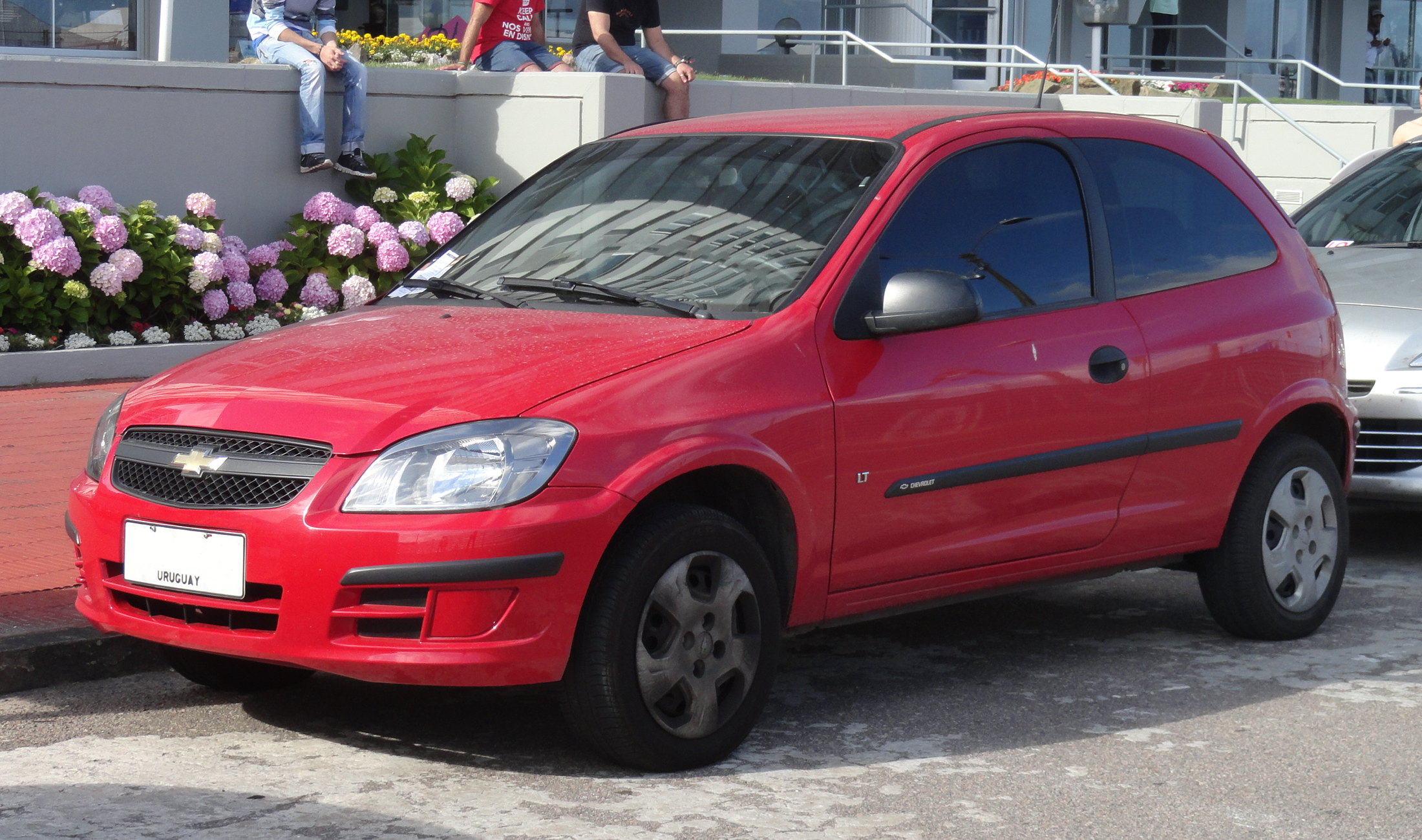
I motori Family I da 1 litro hanno trovato applicazione solo nella produzione GM in Brasile, come ad esempio nella Chevrolet Celta

I motori Family I da 1 litro non sono mai stati prodotti in Europa, né destinati in qualche modo al Vecchio Continente. Durante gli anni '80, l'unico motore da 1 litro utilizzato dalla Opel era ancora del tipo a valvole in testa e apparteneva alla precedente famiglia di motori OHV Four, mentre l'unità da 1 litro utilizzata sulle Opel dei primi anni del nuovo millennio era invece un tricilindrico appartenente ai motori Family 0. E fu proprio pochi anni dopo il lancio di questi ultimi che presso lo stabilimento brasiliano della GM do Brasil venne avviata la produzione dei motori Family I da 1 litro destinati solo ad applicazioni per il mercato locale. Sostanzialmente sono due i motori Family I da 1 litro. I più performanti fra questi motori sono noti anche con la sigla SPE/4, che sta per Smart Performance Economy 4 Cylinders, oppure anche con la sigla VHC, ossia Very High Compression, per via dell'elevato rapporto di compressione che li caratterizzava. Tutti questi motori sono monoalbero in testa, sono alimentati a iniezione indiretta multipoint e funzionano sia a benzina che a etanolo. Essi spuntano prestazioni piuttosto elevate (tra i 60 e i 78 CV) se si tengono presenti le soluzioni tecniche adottate e la ridotta cilindrata, che è di 999 cm3, un valore che scaturisce da misure di alesaggio e corsa pari a 71,1x62,9 mm.  Di seguito vengono riassunte le caratteristiche dei motori Family I da 1 litro:
| Variante | Rapporto di compressione | Potenza CV/rpm | Coppia Nm/rpm | Applicazioni                     | Anni di produzione |
| -------- | ------------------------ | -------------- | ------------- | -------------------------------- | ------------------ |
| X10YFH   | 9,4                      | 60/6000        | 81/3000       | Chevrolet Celta 1.0i             | 2000-02            |
| N10YFH   | 12,6                     | 70/6400        | 86/3000       | Chevrolet Celta 1.0 VHC          | 2002-09            |
| N10YFH   | 12,6                     | 70/6400        | 86/3000       | Chevrolet Corsa 1.0 VHC          | 2002-05            |
| N10YFH   | 12,6                     | 78/6400        | 93/5200       | Chevrolet Celta 1.0 VHC-E        | 2009-15            |
| N10YFH   | 12,6                     | 78/6400        | 93/5200       | Chevrolet Corsa 1.0 VHC          | 2005-09            |
| N10YFH   | 12,6                     | 78/6400        | 93/5200       | Chevrolet Prisma 1.0 VHC-E/SPE/4 | dal 2006           |
| N10YFH   | 12,6                     | 78/6400        | 93/5200       | Chevrolet Onix 1.0 SPE/4         | dal 2012           |

### Versioni da 1,2 litri

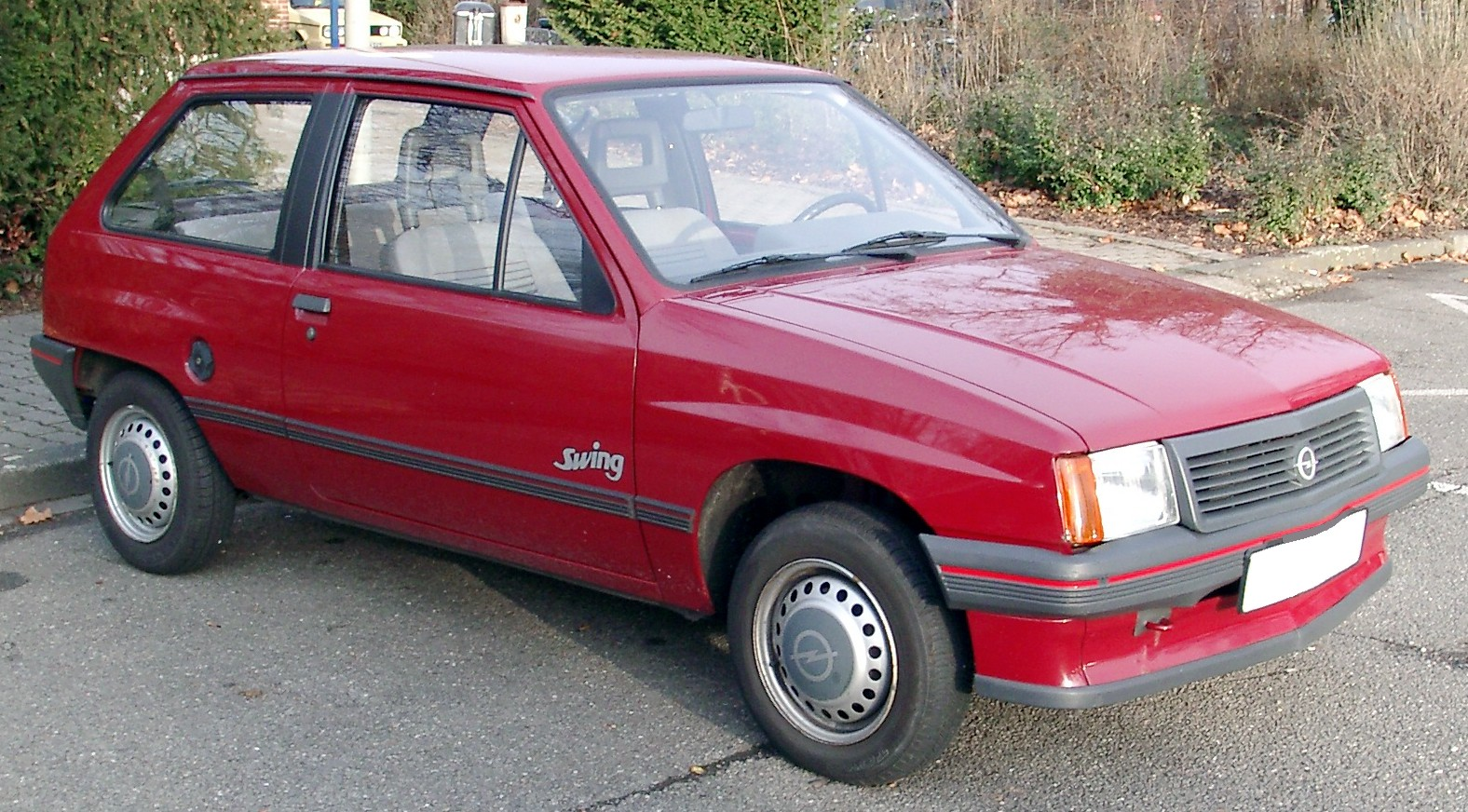
La prima generazione della Opel Corsa fu il principale campo di applicazione dei motori 1.2 Family I

Se i motori Family I da 1 litro trovarono applicazione solo in alcuni modelli prodotti in Brasile, quelli da 1,2 litri furono invece utilizzati per equipaggiare solo alcune versioni della prima e della seconda generazione della Opel Corsa, prodotte e commercializzate nel Vecchio Continente. Si tratta anche in questo di un motore prodotto esclusivamente in configurazione monoalbero con due valvole per cilindro. Sono esistite due sottoversioni del 1.2 Family I, differenti fra loro per i valori delle loro cilindrate (1195 e 1196 cm3), dati da differenti misure di alesaggio e corsa. Le prime motorizzazioni 1.2 sono state introdotte con cilindrata di 1196 cm3, ma a partire dal 1990, tale motore venne pensionato a favore di un nuovo 1.2, che nacque invece sulla base del già esistente 1.3, del quale venne ridotta la misura dell'alesaggio, scesa da 75 a 72 mm. In questo modo, la corsa dei cilindri divenne obbligatoriamente più lunga, e così si ebbe una soluzione in grado di privilegiare la coppia motrice piuttosto che la potenza massima, dando luogo così a un motore in grado di garantire consumi più contenuti. Durante tale rivisitazione, la cilindrata scese di un solo centimetro cubo. Al loro debutto, questi motori hanno affiancato un'altra motorizzazione da 1,2 litri, appartenente però alla meno moderna famiglia dei motori OHV Four. I primi motori 1.2 Family I erano alimentati a carburatore, ma in seguito, per soddisfare le normative Euro 1, essi vennero sostituiti da altre varianti caratterizzate dalla presenza dell'iniezione elettronica. In questo modo, il 1.2 Family I proseguì la sua carriera fino alla seconda metà degli anni '90, quando venne sostituito dal nuovo motore (sempre da 1,2 litri) Family 0. Per contro, rimase immutata negli anni la soluzione monoalbero in testa a due valvole per cilindro. Di seguito vengono riassunte le caratteristiche dei principali motori 1.2 Family I:
| Motore 1.2 litri Family I |                  |                        |             |                                                   |                          |                |               |                     |                    |
| Variante | Cilindrata (cm3) | Alesaggio x corsa (mm) | Kat (Sì/No) | Alimentazione                                     | Rapporto di compressione | Potenza CV/rpm | Coppia Nm/rpm | Applicazioni        | Anni di produzione |
| A12ST | 1196             | 77,8 x 62,9            | No          | Carburatore Pierburg 1B1                          | 9,2                      | 50/5600        | 88/2200       | Opel Corsa A 1.2 1  | -                  |
| 12NV | 1195             | 72 x 73,4              | No          | Carburatore Pierburg 1B1                          | 9,1                      | 52/5800        | 86/2600       | Opel Corsa A 1.2    | 1990-92            |
| 12ST/ S12ST | 1196             | 77,8 x 62,9            | No          | Carburatore Pierburg 1B1                          | 9,2                      | 55/5600        | 90,2/2200     | Opel Corsa A 1.2 S  | 1982-88            |
| 12NZ | 1195             | 72 x 73,4              | No          | Iniezione elettronica single-point                | 9,4                      | 45/5000        | 88/2800       | Opel Corsa B 1.2i 2 | 1993-95            |
| C12NZ | 1195             | 72 x 73,4              | Sì          | Iniezione elettronica single-point Multec TBI 700 | 9,4                      | 45/5000        | 88/2400       | Opel Corsa A 1.2i   | 1990-93            |
| C12NZ | 1195             | 72 x 73,4              | Sì          | Iniezione elettronica single-point Multec TBI 700 | 9,4                      | 45/5000        | 88/2400       | Opel Corsa B 1.2i   | 1993-95            |
| X12SZ | 1195             | 72 x 73,4              | Sì          | Iniezione elettronica single-point Multec TBI 700 | 10                       | 45/4600        | 88/2800       | Opel Corsa B 1.2i   | 1995-97            |
| Note: 1Solo per alcuni mercati europei 2Solo per alcuni mercati in cui negli anni '90 non era ancora obbligatorio l'utilizzo del catalizzatore |                  |                        |             |                                                   |                          |                |               |                     |                    |

### Versioni da 1,3 litri

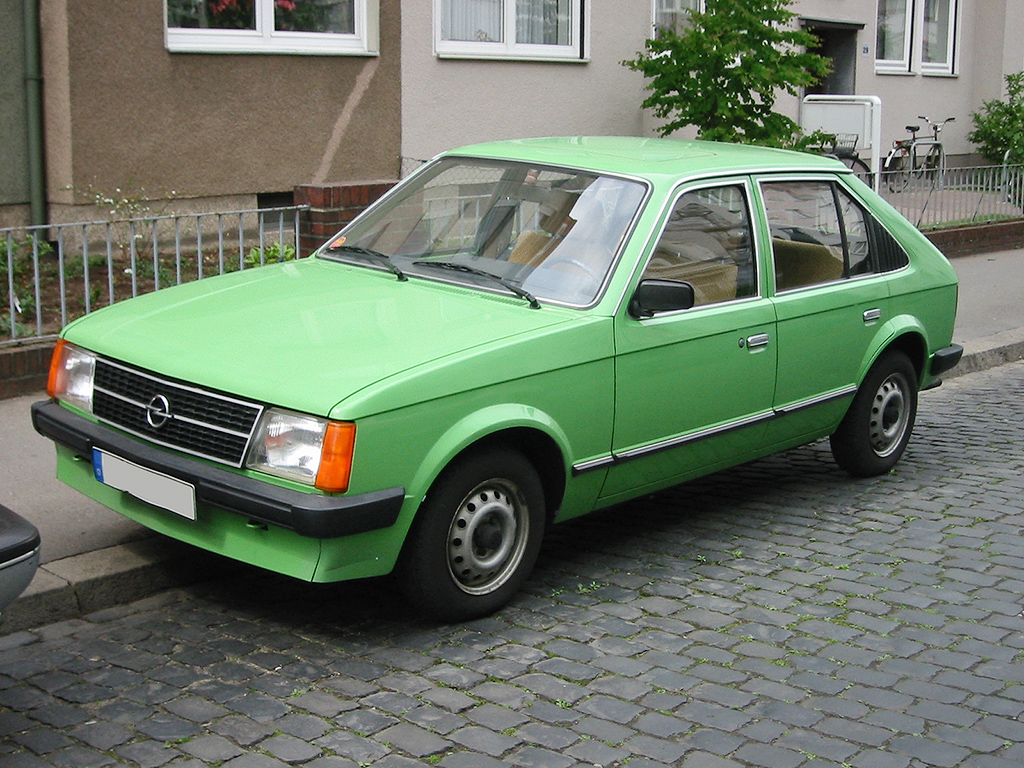
Una delle applicazioni più frequenti del motore Family I da 1.3 litri era quella relativa alla Kadett D

Il motore Family I da 1,3 litri venne introdotto nel 1979 come motorizzazione di base per la Ascona, per poi estendersi rapidamente anche in altri modelli della gamma Opel. Esso fu quindi il primo motore Family I della storia. Il 1.3 Family I era caratterizzato da misure di alesaggio e corsa pari a 75 x 73,4 mm, per una cilindrata complessiva di 1297 cm3. A differenza dei motori 1.2, che in una gran parte vennero prodotti con alimentazione a iniezione, il 1.3 Family I venne proposto quasi completamente in versioni a carburatore, tranne una variante a iniezione elettronica nota con la sigla C13N e dotata anche di catalizzatore. Anche nel caso dei motori 1.3 Family I, la distribuzione rimase sempre del tipo monoalbero a 2 valvole per cilindro. Come già visto, sulla base del 1.3 venne in seguito realizzata la seconda evoluzione del 1.2 Family I. Di seguito vengono riepilogate le caratteristiche dei motori 1.3 Family I:
| Motore 1.3 litri Family I                                                            |             |                                        |                          |                |               |                        |                    |
| Variante                                                                             | Kat (Sì/No) | Alimentazione                          | Rapporto di compressione | Potenza CV/rpm | Coppia Nm/rpm | Applicazioni           | Anni di produzione |
| 13N                                                                                  | No          | Carburatore Solex 35 PDSI              | 8,2                      | 60/5800        | 94/3800       | Opel Kadett D 1.3 N    | 1979-84            |
| 13N                                                                                  | No          | Carburatore Solex 35 PDSI              | 8,2                      | 60/5800        | 94/3800       | Opel Ascona B 1.3 N    | 1979-80            |
| 13N                                                                                  | No          | Carburatore Solex 35 PDSI              | 8,2                      | 60/5800        | 94/3800       | Opel Manta B 1.3 N     | 1979-80            |
| 13Nb                                                                                 | No          | Carburatore Pierburg 1B1               | 8,2                      | 60/5800        | 94/3800       | Opel Corsa A 1.3 N     | 1987-89            |
| 13Sb                                                                                 | No          | Carburatore Pierburg 1B1               | 9,2                      | 70/5800        | 101/3800      | Opel Corsa A 1.3 S     | 1982-88            |
| C13N                                                                                 | Sì          | Iniezione elettronica Rochester-Multec | 9,6                      | 60/5600        | 94/3400       | Opel Corsa A 1.3i Kat  | 1985-89            |
| C13N                                                                                 | Sì          | Iniezione elettronica Rochester-Multec | 9,6                      | 60/5600        | 94/3400       | Opel Kadett E 1.3i Kat | 1985-89            |
| A13S                                                                                 | No          | Carburatore GMF Varajet II             | 9,2                      | 70/5800        | 97/ 3800-4600 | Opel Kadett D 1.3 S1   | -                  |
| A13S                                                                                 | No          | Carburatore GMF Varajet II             | 9,2                      | 70/5800        | 97/ 3800-4600 | Opel Kadett E 1.3 S1   | -                  |
| A13S                                                                                 | No          | Carburatore GMF Varajet II             | 9,2                      | 70/5800        | 97/ 3800-4600 | Opel Ascona C 1.3 S1   | -                  |
| 13S                                                                                  | No          | Carburatore GMF Varajet II             | 9,2                      | 69/5800        | 95/ 3800-4600 | Opel Kadett D 1.3 S    | 1979-832           |
| 13S                                                                                  | No          | Carburatore GMF Varajet II             | 9,2                      | 75/5800        | 96/4200       | Opel Ascona B 1.3 S    | 1979-81            |
| 13S                                                                                  | No          | Carburatore GMF Varajet II             | 9,2                      | 75/5800        | 96/4200       | Opel Manta 1.3 S       | 1980-86            |
| 13S                                                                                  | No          | Carburatore GMF Varajet II             | 9,2                      | 75/5800        | 99/4200       | Opel Kadett D 1.3 S    | 1979-83            |
| 13S                                                                                  | No          | Carburatore Pierburg 2E                | 9,2                      | 75/5800        | 98/4200       | Opel Kadett E 1.3 S    | 1984-86            |
| Note: 1Solo per alcuni mercati 2Solo per alcuni mercati europei, tra cui la Svizzera |             |                                        |                          |                |               |                        |                    |

Vi sono state anche altre varianti di minor rilievo, sempre derivate dal 1.3 Family I e riservate solo ad alcuni mercati oppure nate da elaborazioni di basi 1.3 già pre-esistenti:
La prima variante, denominata S13N, era tecnicamente simile al già menzionato motore 13N. Come quest'ultimo, montava un carburatore Solex 35PDSI, aveva un rapporto di compressione di 8.2:1 ed erogava 60 CV a 5800 giri/min con un picco di coppia di 94 N•m fra 3400 e 3800 giri/min. Le applicazioni erano limitate alle Opel Kadett D ed E.
Una seconda variante era denominata S13S e aveva un rapporto di compressione di 9.2:1, mentre il carburatore montato era un GMF Varajet II. Inizialmente questo motore erogava 68 CV a 5800 giri/min, poi saliti a 71, sempre allo stesso regime. Il picco di coppia era di 98 N•m fra 3800 e 4600 giri/min e le applicazioni riguardano le Kadett D ed E e la Ascona C.
Infine, la terza e ultima variante era denominata 13SH. Questo motore è stato prodotto solo in poche unità: si tratta di una versione rivisitata del 13S. Il capostipite dei motori Family I è passato sotto le mani esperte dei tecnici della Irmscher, che hanno montato l'alimentazione a iniezione elettronica Bosch LE-Jetronic. Il rapporto di compressione è invece rimasto immutato. Questo motore erogava una potenza massima di 83 CV a 5800 giri/min, con un picco di coppia pari a 108 N•m a 4200 giri/min.

La sola applicazione di questo motore è stata sulle Opel Corsa A.

### Versioni da 1,4 litri
Il 1.4 Family I è nato come evoluzione del 1.3 della stessa famiglia di motori: introdotto nel 1988 sotto il cofano della prima generazione della Opel Vectra, comunque limitatamente ad alcuni mercati, questo motore si sarebbe rapidamente diffuso anche in altri modelli della gamma Opel, evolvendosi in seguito sul piano del sistema di alimentazione (passando dal carburatore all'iniezione single-point e infine a quella multipoint), ma anche dal punto di vista della distribuzione, in quanto nel corso degli anni avrebbe finito per montare anche la testa a quattro valvole per cilindro e il doppio asse a camme. Se escludiamo il "venerando" 1.6 Family I, ancora in produzione oggigiorno, la versione da 1.4 litri è la più longeva tra i motori Family I. In quanto evoluzione del 1.3 Family I, l'unità da 1,4 litri ne sfruttò la base motoristica di partenza, a partire dalla quale si procedette a una sensibile rialesatura che portò a misure caratteristiche di 77,6 x 73,4 mm (la corsa rimase quindi invariata) per una cilindrata complessiva di 1389 cm3. Poiché il 1.4 Family I nacque in un'epoca molto più vicina all'entrata in vigore della normativa Euro 1, esso fu proposto quasi del tutto in varianti a iniezione e con catalizzatore, anche se non mancarono un paio di varianti a carburatore, siglate 14NV ed E14LV, e che di fatto furono le prime varianti del 1.4 Family I a debuttare. Queste varianti vennero però destinate solo ad alcuni mercati al di fuori di quello tedesco, fra cui quello italiano. Inoltre, dal 1.4 Family I sono state derivate alcune varianti funzionanti anche a etanolo e previste unicamente per il mercato brasiliano. Tali varianti, fra l'altro, vengono prodotte ancor oggi e vengono ancora montate nella produzione automobilistica brasiliana. Di seguito vengono mostrate le caratteristiche delle varie versioni in cui il 1.4 Family I è stato proposto:
| Motore 1.4 litri Family I |                              |                                                               |                          |             |                |               |                                     |                    |
| Variante | Distribuzione                | Alimentazione                                                 | Rapporto di compressione | Kat (Sì/No) | Potenza CV/rpm | Coppia Nm/rpm | Applicazioni                        | Anni di produzione |
| E14LV | SOHC, 2 valvole per cilindro | Carburatore doppio corpo Pierburg 2E3                         | 8,6                      | No          | 60/5200        | 105/2600      | Opel Kadett E 1.4                   | 1989-911           |
| 14NV | SOHC, 2 valvole per cilindro | Carburatore doppio corpo Pierburg 2E3                         | 9,4                      | No          | 72/5600        | 106/3000      | Opel Corsa A 1.4 S                  | 1989-921           |
| 14NV | SOHC, 2 valvole per cilindro | Carburatore doppio corpo Pierburg 2E3                         | 9,4                      | No          | 75/5600        | 106/3000      | Opel Kadett E 1.4 S                 | 1990-911           |
| 14NV | SOHC, 2 valvole per cilindro | Carburatore doppio corpo Pierburg 2E3                         | 9,4                      | No          | 75/5600        | 106/3000      | Opel Vectra A 1.4                   | 1988-901           |
| 14NV | SOHC, 2 valvole per cilindro | Carburatore doppio corpo Pierburg 2E3                         | 9,4                      | No          | 75/5600        | 110/3000      | Opel Astra F 1.4 S                  | 1991-941           |
| C14NZ | SOHC, 2 valvole per cilindro | Iniezione elettronica indiretta single point Rochester-Multec | 9,4                      | Sì          | 60/5600        | 101/2800      | Opel Corsa A 1.4i                   | 1989-93            |
| C14NZ | SOHC, 2 valvole per cilindro | Iniezione elettronica indiretta single point Rochester-Multec | 9,4                      | Sì          | 60/5600        | 101/2800      | Opel Corsa B 1.4i                   | 1993-96            |
| C14NZ | SOHC, 2 valvole per cilindro | Iniezione elettronica indiretta single point Rochester-Multec | 9,4                      | Sì          | 60/5600        | 101/2800      | Opel Combo B 1.4i                   | 1994-96            |
| C14NZ | SOHC, 2 valvole per cilindro | Iniezione elettronica indiretta single point Rochester-Multec | 9,4                      | Sì          | 60/5600        | 101/2800      | Opel Kadett E 1.4i                  | 1989-91            |
| C14NZ | SOHC, 2 valvole per cilindro | Iniezione elettronica indiretta single point Rochester-Multec | 9,4                      | Sì          | 60/5600        | 101/2800      | Opel Astra F 1.4i                   | 1991-96            |
| X14SZ/ X14NZ2 | SOHC, 2 valvole per cilindro | Iniezione elettronica single point Rochester                  | 9,6                      | Sì          | 60/5400        | 106/3000      | Opel Corsa B 1.4i                   | 1996-98            |
| X14SZ/ X14NZ2 | SOHC, 2 valvole per cilindro | Iniezione elettronica single point Rochester                  | 9,6                      | Sì          | 60/5400        | 106/3000      | Opel Combo B 1.4i                   | 1996-2000          |
| X14SZ/ X14NZ2 | SOHC, 2 valvole per cilindro | Iniezione elettronica single point Rochester                  | 9,6                      | Sì          | 60/5400        | 106/3000      | Opel Astra F 1.4i                   | 1996-98            |
| C14SE | SOHC, 2 valvole per cilindro | Iniezione elettronica indiretta multipoint GM Multec M        | 9,8                      | Sì          | 82/5800        | 116/3400      | Opel Corsa A 1.4i S                 | 1991-93            |
| C14SE | SOHC, 2 valvole per cilindro | Iniezione elettronica indiretta multipoint GM Multec M        | 9,8                      | Sì          | 82/5800        | 116/3400      | Opel Corsa B 1.4i S                 | 1993-96            |
| C14SE | SOHC, 2 valvole per cilindro | Iniezione elettronica indiretta multipoint GM Multec M        | 9,8                      | Sì          | 82/5800        | 116/3400      | Opel Combo B 1.4i SE                | 1994-96            |
| C14SE | SOHC, 2 valvole per cilindro | Iniezione elettronica indiretta multipoint GM Multec M        | 9,8                      | Sì          | 82/5800        | 116/3400      | Opel Astra F 1.4i GL/GLS/SE         | 1991-96            |
| C14SE | SOHC, 2 valvole per cilindro | Iniezione elettronica indiretta multipoint GM Multec M        | 9,8                      | Sì          | 82/5800        | 116/3400      | Opel Astra F 1.4i Cabrio            | 1993-96            |
| X14YFL (per il mercato brasiliano) | SOHC, 2 valvole per cilindro | Iniezione elettronica indiretta multipoint (benzina/etanolo)  | 12,4                     | -           | 89/62003       | 122/32003     | Chevrolet Prisma Mk1 1.4i Flexpower | 2006-09            |
| X14YFL (per il mercato brasiliano) | SOHC, 2 valvole per cilindro | Iniezione elettronica indiretta multipoint (benzina/etanolo)  | 12,4                     | -           | 95/60003       | 129/28003     | Chevrolet Prisma Mk1 1.4i Flexpower | 2009-12            |
| X14YFH (per il mercato brasiliano) | SOHC, 2 valvole per cilindro | Iniezione elettronica indiretta multipoint (benzina/etanolo)  | 12,4                     | -           | 98/60004       | 127/28004     | Chevrolet Prisma Mk2 1.4i Flexpower | dal 2013           |
| X14YFH (per il mercato brasiliano) | SOHC, 2 valvole per cilindro | Iniezione elettronica indiretta multipoint (benzina/etanolo)  | 12,4                     | -           | 99/60005       | 129/28005     | Chevrolet Corsa 1.4i Flexpower      | 2007-12            |
| X14YFH (per il mercato brasiliano) | SOHC, 2 valvole per cilindro | Iniezione elettronica indiretta multipoint (benzina/etanolo)  | 12,4                     | -           | 99/60005       | 129/28005     | Chevrolet Montana 1.4i Flexpower    | 2007-12            |
| N14YF (solo mercato brasiliano) | SOHC, 2 valvole per cilindro | Iniezione elettronica indiretta multipoint (benzina/etanolo)  | 12,4                     | -           | 97/60006       | 129/32006     | Chevrolet Cobalt 1.4i EconoFlex     | dal 2011           |
| N14YF (solo mercato brasiliano) | SOHC, 2 valvole per cilindro | Iniezione elettronica indiretta multipoint (benzina/etanolo)  | 12,4                     | -           | 97/60006       | 129/32006     | Chevrolet Agile LTZ 1.4i EconoFlex  | 2009-16            |
| X14XE | DOHC, 4 valvole per cilindro | Iniezione elettronica indiretta multipoint GM Multec XS       | 10,5                     | Sì          | 90/6000        | 125/4000      | Opel Corsa B 1.4i 16v               | 1994-2000          |
| X14XE | DOHC, 4 valvole per cilindro | Iniezione elettronica indiretta multipoint GM Multec XS       | 10,5                     | Sì          | 90/6000        | 125/4000      | Opel Tigra 1.4i 16v                 | 1994-2000          |
| X14XE | DOHC, 4 valvole per cilindro | Iniezione elettronica indiretta multipoint GM Multec XS       | 10,5                     | Sì          | 90/6000        | 125/4000      | Opel Astra F 1.4i 16v               | 1996-98            |
| X14XE | DOHC, 4 valvole per cilindro | Iniezione elettronica indiretta multipoint GM Multec XS       | 10,5                     | Sì          | 90/6000        | 125/4000      | Opel Astra G 1.4i 16v               | 1998-2000          |
| Z14XE | DOHC, 4 valvole per cilindro | Iniezione elettronica indiretta multipoint                    | 10,5                     | Sì          | 90/6000        | 125/4000      | Opel Corsa C 1.4i 16v               | 2000-03            |
| Z14XE | DOHC, 4 valvole per cilindro | Iniezione elettronica indiretta multipoint                    | 10,5                     | Sì          | 90/6000        | 125/4000      | Opel Astra G 1.4i 16v               | 2000-04            |
| Note: 1Solo per alcuni mercati 2Il motore X14NZ fu riservato ad alcuni mercati (fra cui quello italiano) e aveva poche differenze rispetto al motore X14SZ, fra cui la coppia massima scesa a 103 Nm e il rapporto di compressione sceso a 9,4:1 3Dati relativi all'alimentazione a benzina, nel caso di alimentazione a etanolo, la potenza e la coppia massima salgono rispettivamente a 97 CV e a 126 Nm 4Dati relativi all'alimentazione a benzina, nel caso di alimentazione a etanolo, la potenza e la coppia massima salgono rispettivamente a 106 CV a 6000 giri/min e a 136 Nm a 4800 giri/min 5Dati relativi all'alimentazione a benzina, nel caso di alimentazione a etanolo, la potenza e la coppia massima salgono rispettivamente a 105 CV a 6000 giri/min e a 132 Nm a 2800 giri/min 6Dati relativi all'alimentazione a benzina, nel caso di alimentazione a etanolo, la potenza e la coppia massima salgono rispettivamente a 102 CV a 6000 giri/min e a 132 a 3200 giri/min |                              |                                                               |                          |             |                |               |                                     |                    |

### Versioni da 1,6 litri

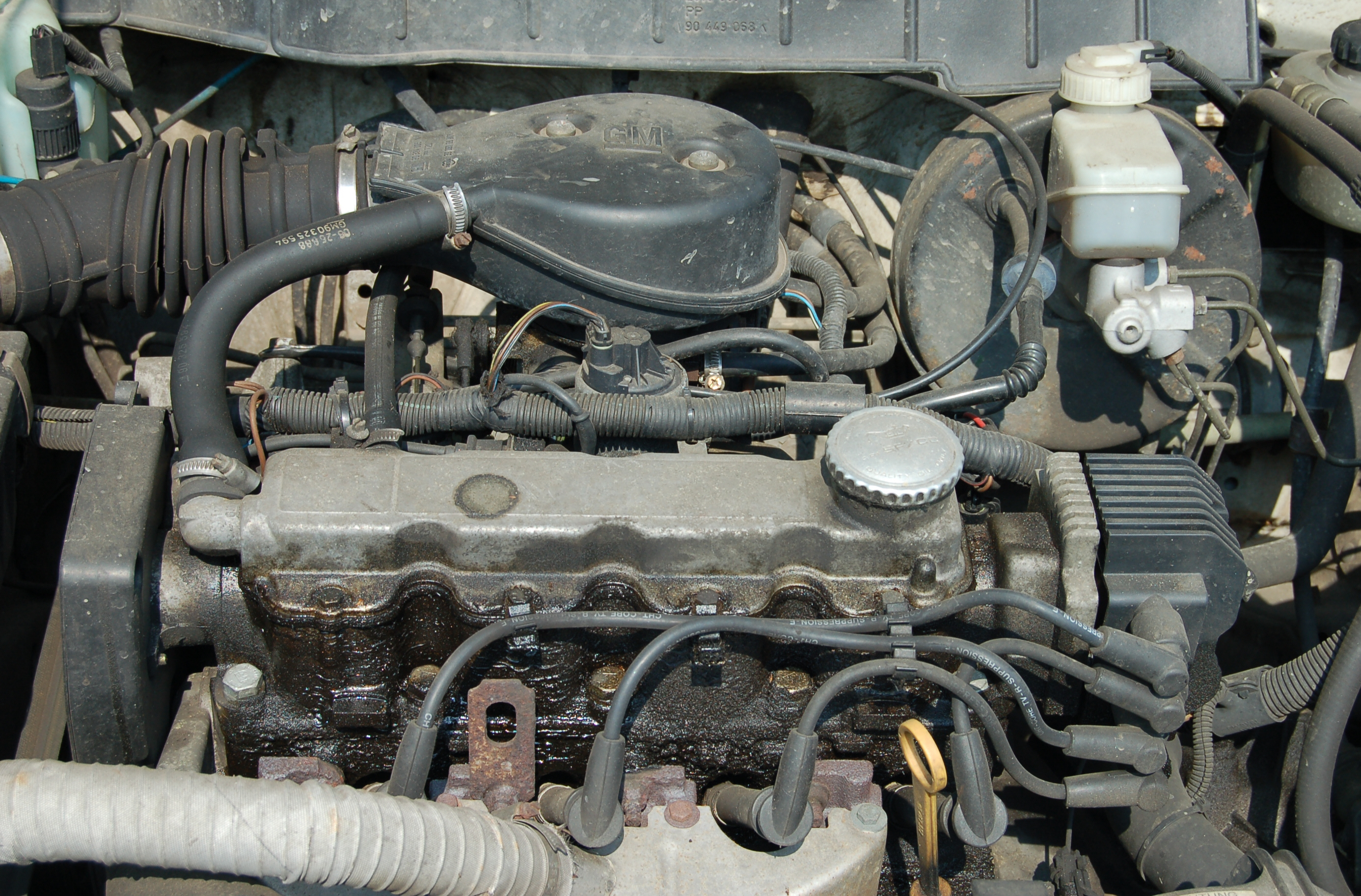
Uno dei primi 1.6 Family I, il monoalbero C16NZ da 75 CV

I motori Family I da 1,6 litri vennero introdotti nel 1986, un paio di anni prima del 1.4 precedentemente descritto. Caratterizzati da misure di alesaggio e corsa pari a 79 x 81,5 mm, per una cilindrata complessiva di 1598 cm3, i motori 1.6 Family I furono proposti prevalentemente con alimentazione a iniezione elettronica indiretta, anche se non mancò una variante a carburatore siglata 16SV e risalente ai primissimi anni di carriera del 1.6 Family I. Il principale punto di contatto fra i motori 1.6 Family I e Family II è stato il motore siglato C16NZ2, inserito fra i motori Family II e praticamente un'evoluzione del 1.6 C16NZ, che però è appartenente ai motori Family I. I motori 1.6 Family I, inoltre, sono quasi tutti catalizzati ad eccezione di una versione performante (siglata E16SE) con potenza massima di 100 CV, le cui caratteristiche di erogazione sarebbero però state riprese in una variante catalizzata (siglata C16SE). Nati con testata monoalbero a 2 valvole per cilindro, i 1.6 Family I si evolsero durante gli anni '90 adottando una nuova testata a 4 valvole per cilindro con doppio asse a camme in testa, testata sviluppata in collaborazione con la Lotus. Durante il passaggio dai motori Euro 1 ai motori Euro 2, il 1.6 Family I venne inserito nella superfamiglia di motori Ecotec, una categoria composta da motori provenienti anche da altre famiglie. Il 1.6 Family I è l'unico motore ancora prodotto oggigiorno per applicazioni automobilistiche commercializzate in Europa, sebbene molto più evoluto rispetto alle prime varianti e sebbene debba condividere la scena con un altro 1.6 a benzina, quello appartenente ai motori SIDI. Poiché si tratta del più longevo fra i motori Family I, il motore 1.6 di questa famiglia è stato anche quello proposto di gran lunga nel maggior numero di varianti, via via sempre più evolute, e che hanno visto nel corso degli anni anche l'arrivo di altre soluzioni tecniche, come i collettori di aspirazione a geometria variabile, la fasatura variabile o come la sovralimentazione mediante turbocompressore per le versioni più performanti e recenti, quando cominciava a prendere piede la tendenza al downsizing (sostituire cioè alcuni motori di cilindrata media o grande con altri di cilindrata inferiore ma dalle prestazioni superiori). Per questo motivo, dato l'alto numero di varianti del 1.6 Family I, si ritiene opportuno procedere con una veloce descrizione di esse, in modo da fornire un compendio più accurato possibile.

#### Principali varianti del 1.6Family I

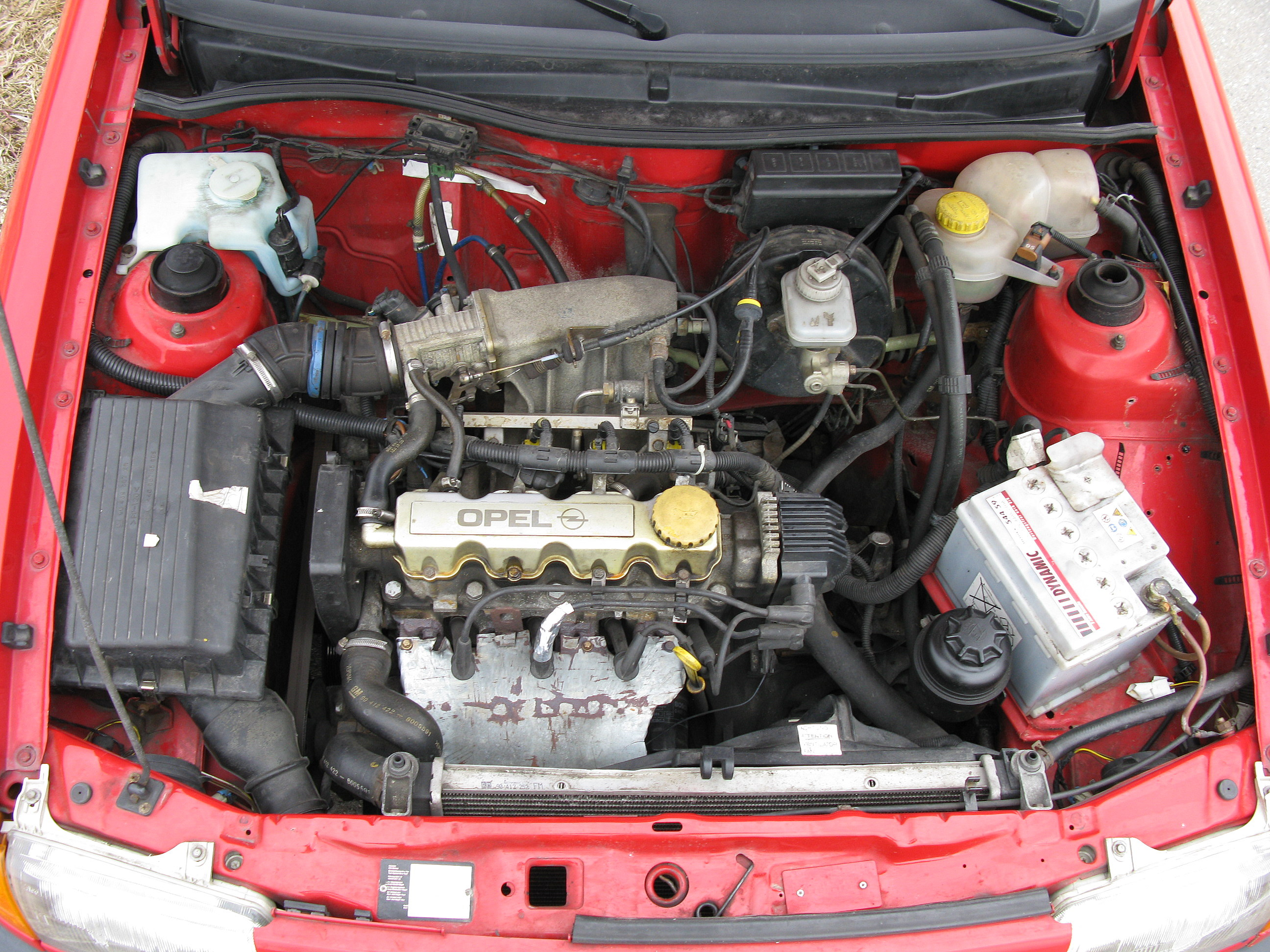
Il motore 1.6 Family I sotto il cofano di un'Astra F...

- 16SV: questa sigla identifica l'unica variante a carburatore del 1.6 Family I, che venne proposta in contemporanea con le prime varianti a iniezione del 1986. Caratterizzato dalla presenza di un carburatore doppio corpo Pierburg e dalla distribuzione monoalbero, questo motore erogava una potenza massima di 82 CV, andando così a interporsi fra i due 1.6 Family II da 75 e da 90 CV, anch'essi a carburatore;
- E16NZ: motore monoalbero in testa non catalizzato con alimentazione a iniezione single-point e potenza massima di 75 CV;
- E16SE: simile al precedente, ma con alimentazione a iniezione multipoint e potenza massima di 100 CV;
- C16NZ: simile all'unità E16NZ, ma con catalizzatore;
- C16SE e C16SEI: due motori assai simili fra loro, che differiscono dall'unità E16SE per la presenza del catalizzatore;
- C16XE: primo 1.6 Family I con testata a 4 valvole per cilindro e doppio asse a camme in testa, alimentazione a iniezione multipoint e potenza massima di 109 CV;
- X16SZ: sostituisce il motore C16NZ, dal quale si differenzia essenzialmente per l'elettronica, e per poche altre soluzioni volte al rispetto della normativa Euro 2. Da qui in poi sarà presente anche la valvola EGR per il ricircolo dei gas di scarico;
- X16SZR: versione leggermente più potente della precedente (75 CV contro 71), che sostituisce;
- X16XE: versione Euro 2 della già menzionata unità C16XE, con potenza ridotta a 106 CV;
- X16XEL: simile alla precedente, ma leggermente meno potente (101 CV anziché 106);
- Y16XE: unico motore Family I conforme alla normativa Euro 3, è di fatto simile ai motori X16XE e X16XEL, salvo che per l'elettronica adeguata alle nuove esigenze antinquinamento;
- Z16SE: si tratta dell'unico monoalbero Family I a soddisfare la normativa Euro 4, disponibile nelle potenze di 85 e 87 CV;
- Z16XE: variante plurivalvole della precedente unità Z16SE, con in più iniezione multipoint e farfalla a controllo elettronico, per una potenza massima di 101 CV;
- Z16XEP e Z16XE1: due motori molto simili fra loro che portano al debutto l'aspirazione a geometria variabile e sono caratterizzati dalla potenza massima di 105 CV;
- Z16XER: evoluzione dei precedenti due motori, con in più l'introduzione della fasatura variabile doppia (sia su aspirazione che su scarico) e con potenza massima salita a 115 CV. Lo stesso motore, ma adeguato alla normativa Euro 5, prende la sigla di A16XER, mentre in maniera analoga, la sigla B16XER identifica la variante Euro 6, ormai l'unico 1.6 Family I aspirato in produzione ancora ai nostri giorni;
- Z16LEL: dei quattro 1.6 Family I sovralimentati mediante turbocompressore e intercooler, questo motore Euro 4 è il meno potente, ed è stato anche l'unico a non venire più proposto in seguito per ottemperare alle successive normative antinquinamento;
- Z16LET: un gradino sopra il precedente 1.6 sovralimentato vi è questo motore, anch'esso nato per soddisfare la normativa Euro 4, ma in seguito proposto anche nella più "pulita" variante Euro 5 e per questo recante la sigla A16LET;
- Z16LER: sopra il motore Z16LET troviamo invece questa nuova evoluzione, in grado di erogare fino a 192 CV di potenza massima e riproposto negli anni successivi anche nelle varianti Euro 5 (A16LER) ed Euro 6 (B16LER), quest'ultima proposta solo per poco tempo, durante l'ultimo anno di commercializzazione della Corsa E:
- A16LES: nato già in grado di soddisfare la normativa Euro 5, questo motore turbocompresso è anche il più potente tra i motori Family I in assoluto. Due anni dopo la sua introduzione è stato sottoposto a migliorie per permettergli di soddisfare anche la normativa Euro 6, divenendo così il motore B16LES. Oggigiorno è uno dei tre 1.6 Family I rimasti ancora in produzione;
- Z16YNG: durante il primo decennio del XXI secolo, venne proposto nella gamma Opel anche questo motore 1.6 aspirato di tipo bi-fuel benzina/metano, disponibile in due livelli di potenza assai vicini fra loro (94 e 97 CV), e in grado di soddisfare la normativa Euro 4;
- Z16XNT: la precedente unità bi-fuel appena descritta, venne affiancata alcuni anni dopo da questa nuova variante sovralimentata, in grado di conferire prestazioni molto più brillanti alla vettura su cui veniva montato. Anch'esso, come il motore Z16YNG venne pensionato nel 2010, in favore della nuova unità A16XNT, in grado di soddisfare la normativa Euro 5, unità che evolse a sua volta nel 2014 per divenire compatibile con la normativa Euro 6  (B16XNT). Assieme ai motori B16XER e B16LES, il motore B16XNT è prodotto ancor oggi.

#### Riepilogo caratteristiche e applicazioni del 1.6 Family I
Di seguito vengono mostrate le caratteristiche e le applicazioni delle varianti del 1.6 Family I:

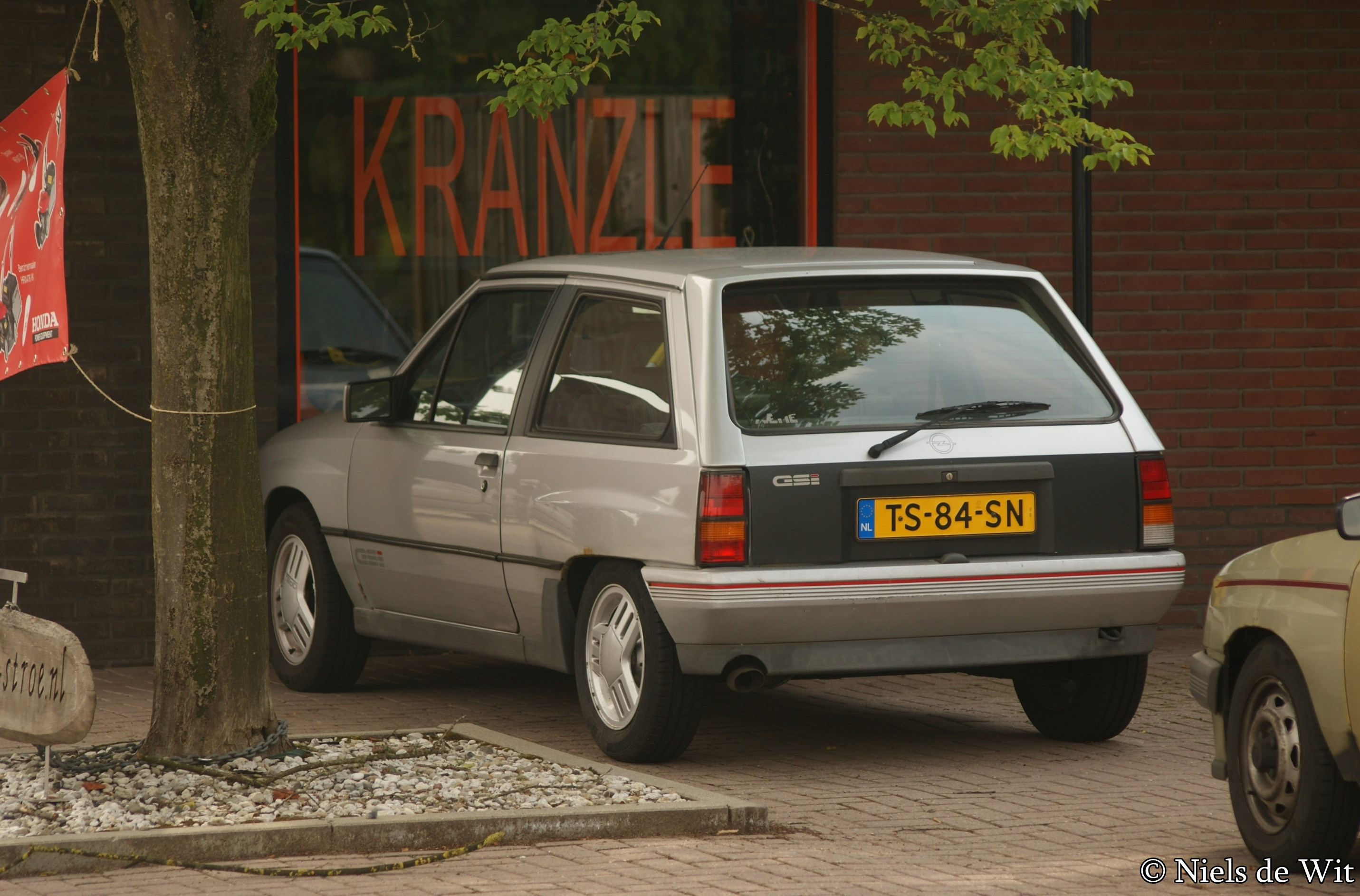
Il 1.6 Family I ha riscosso particolare successo nelle sue applicazioni come motorizzazione di punta per le Opel Corsa sportive, come in questo caso la Corsa GSi del 1988...

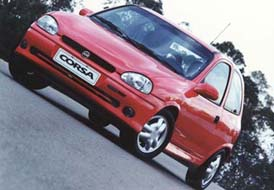
...ma anche la successiva GSi di seconda generazione, con motore bialbero...

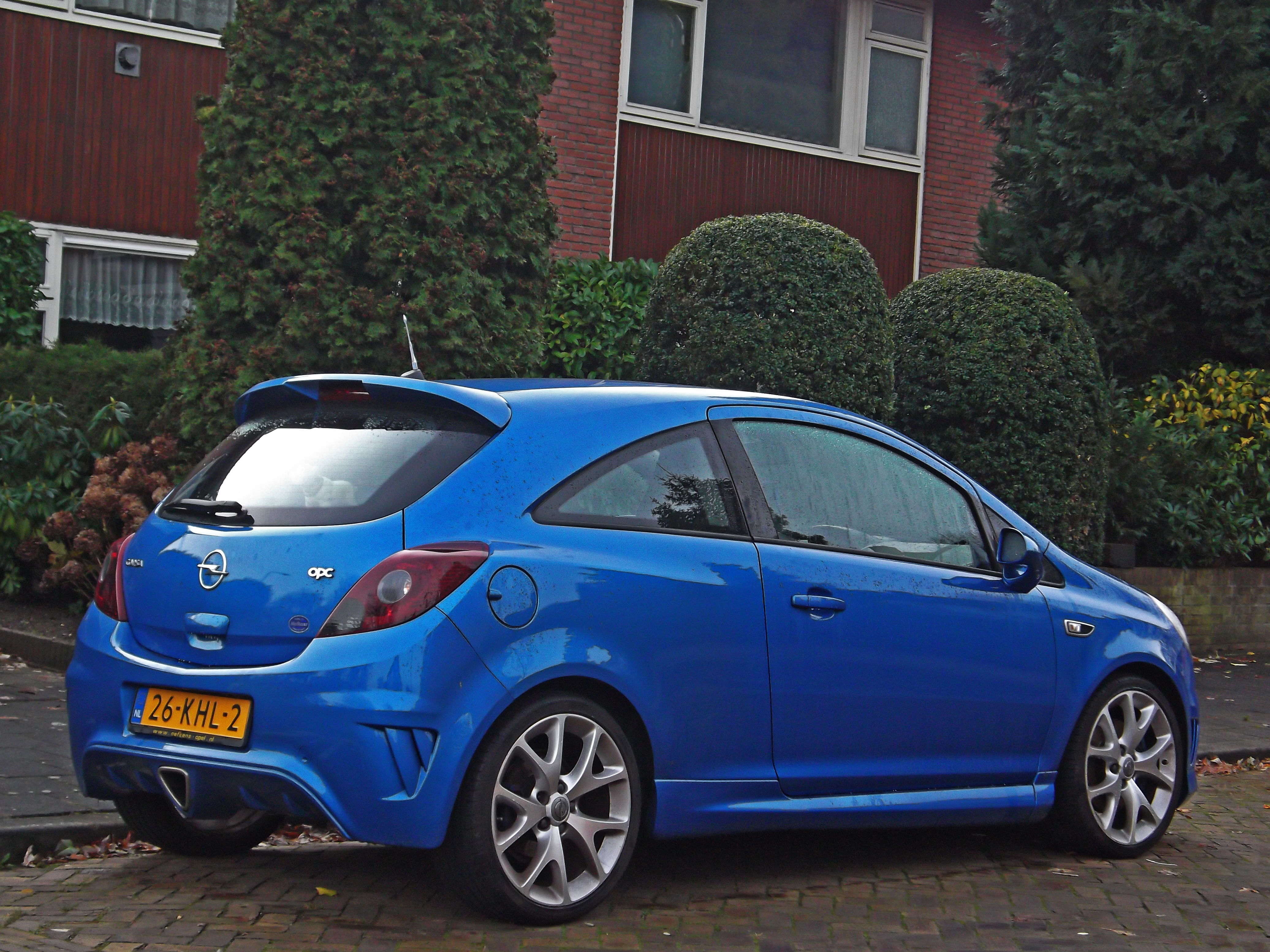
... fino ad arrivare alle più recenti versioni turbo del 1.6 Family I, qui montato in una Corsa OPC del 2008

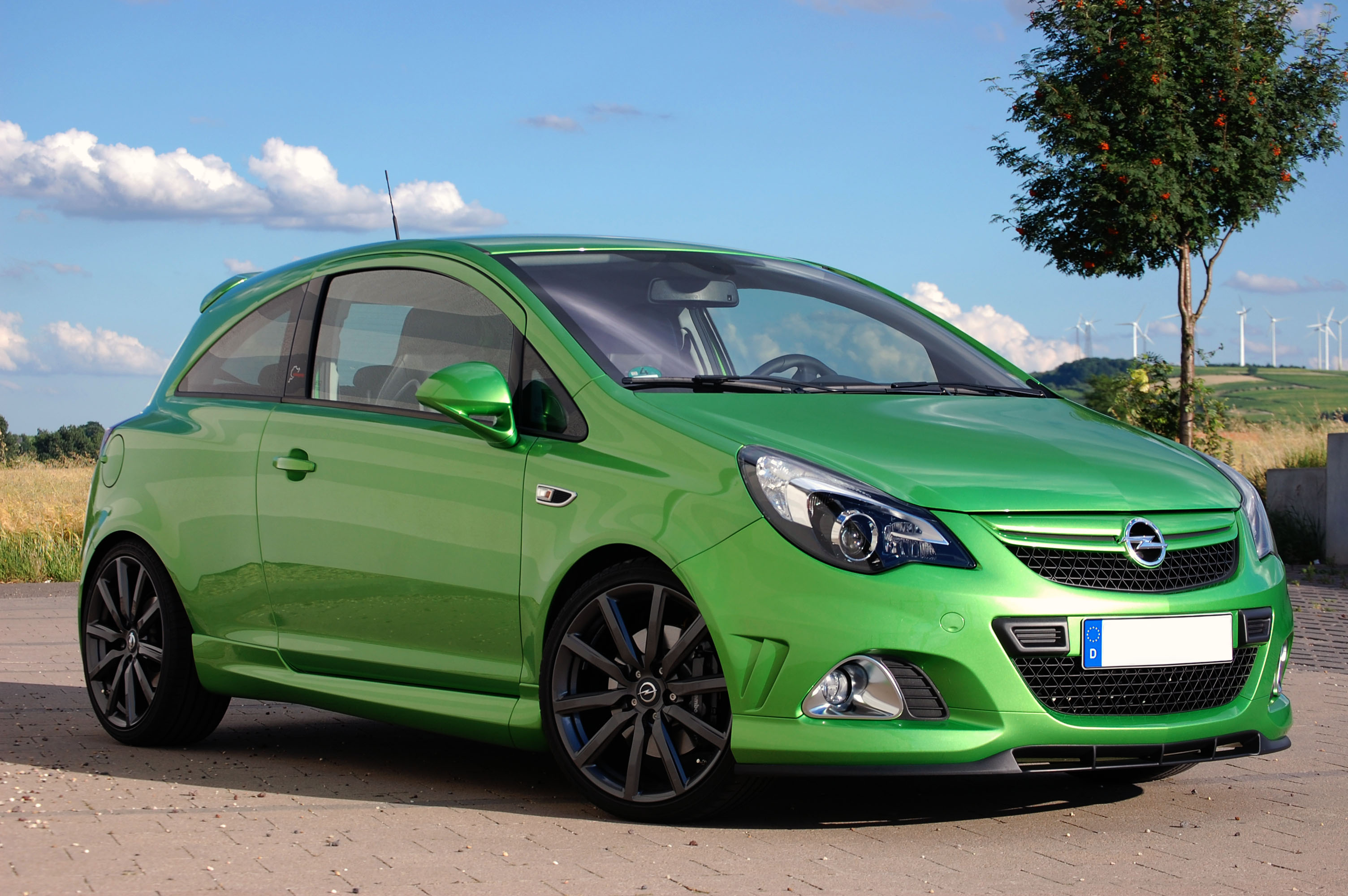
Una Corsa OPC Nürburgring Edition, una delle applicazioni più moderne e prestanti di un motore 1.6 Family I

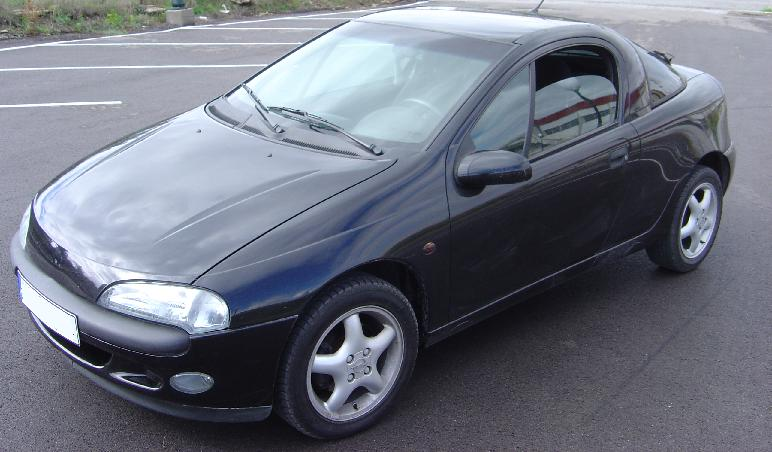
Un altro esempio di applicazione sportiva di successo è dato dalla Tigra 1.6 16v.

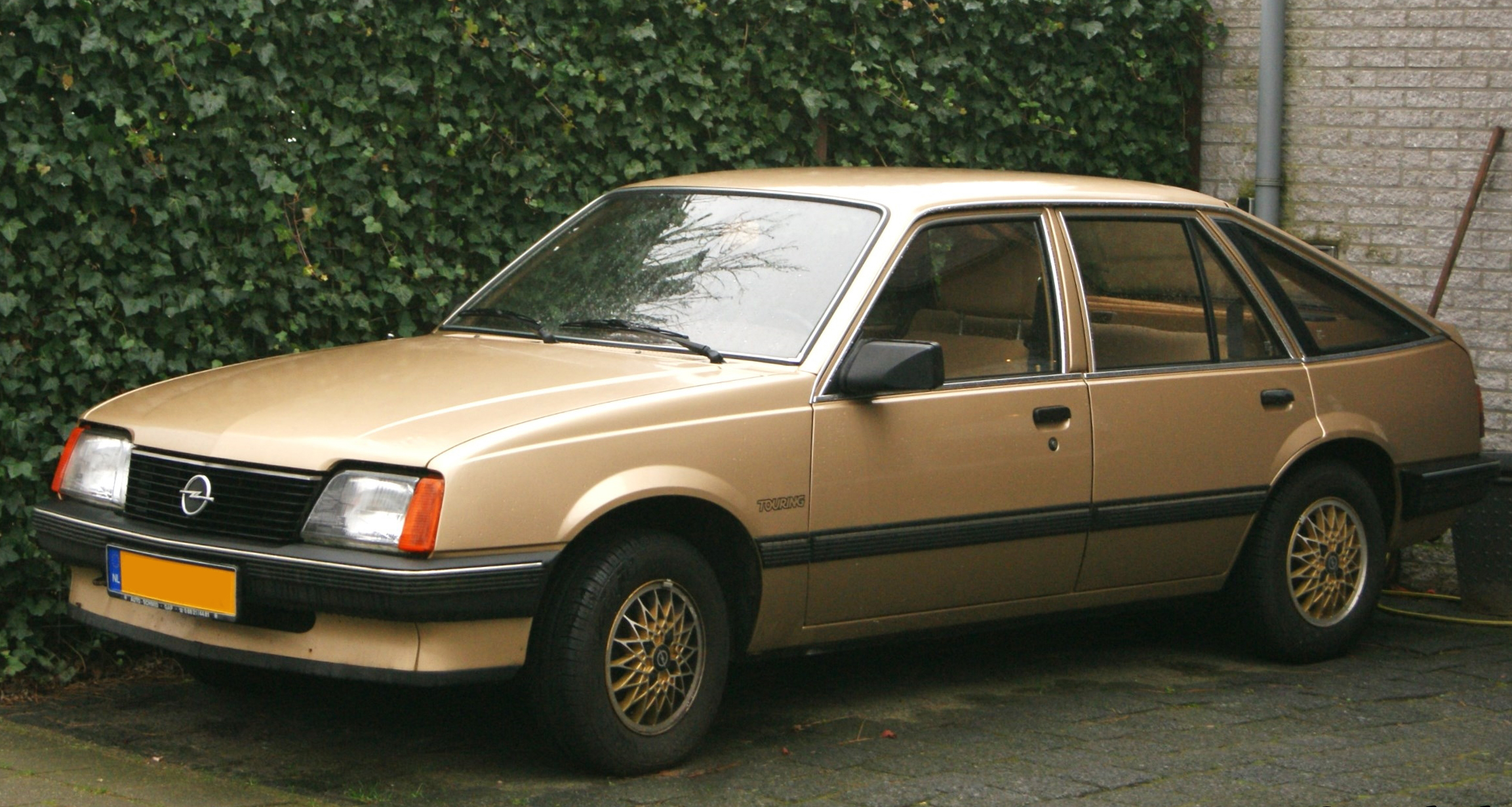
Vi sono state tuttavia anche applicazioni per modelli più tranquilli e votati al comfort, come la Opel Ascona C...

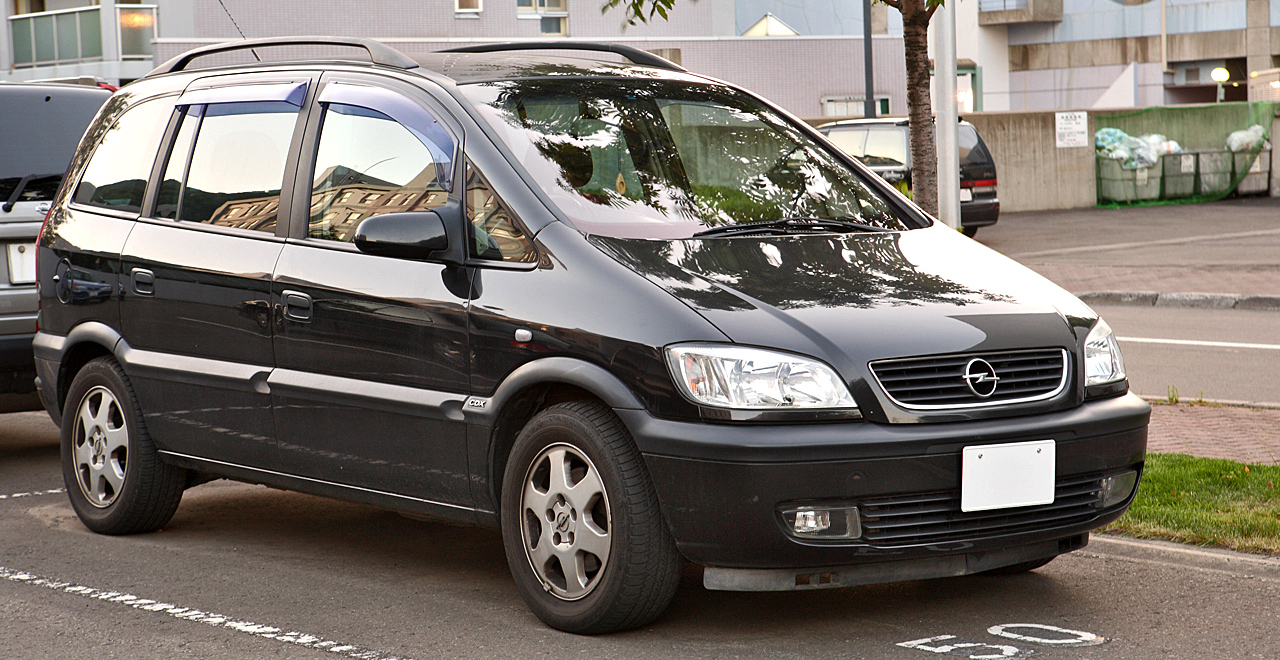
... o la Zafira.

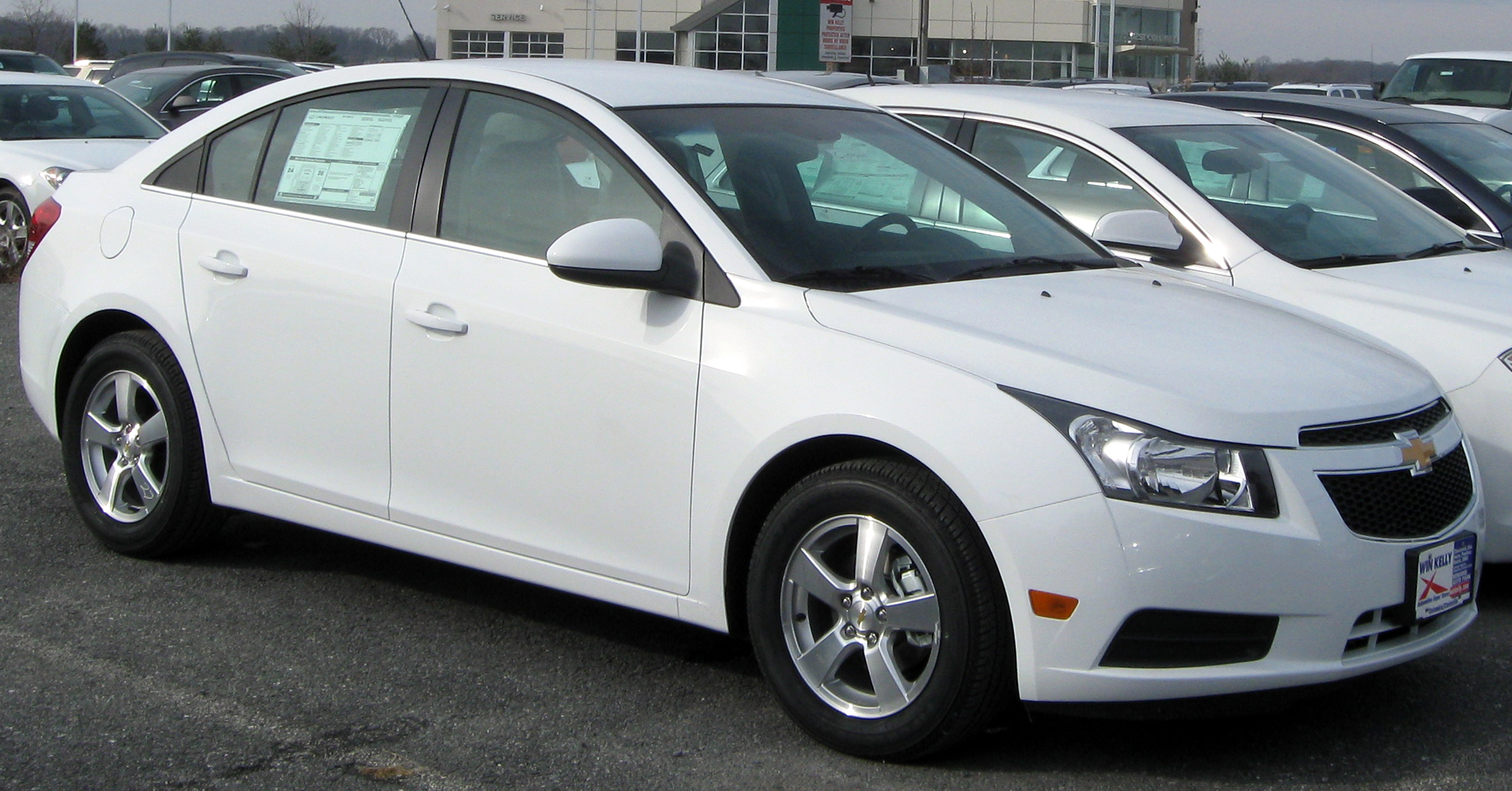
Vi sono state anche applicazioni al di fuori del marchio Opel come la Chevrolet Cruze...

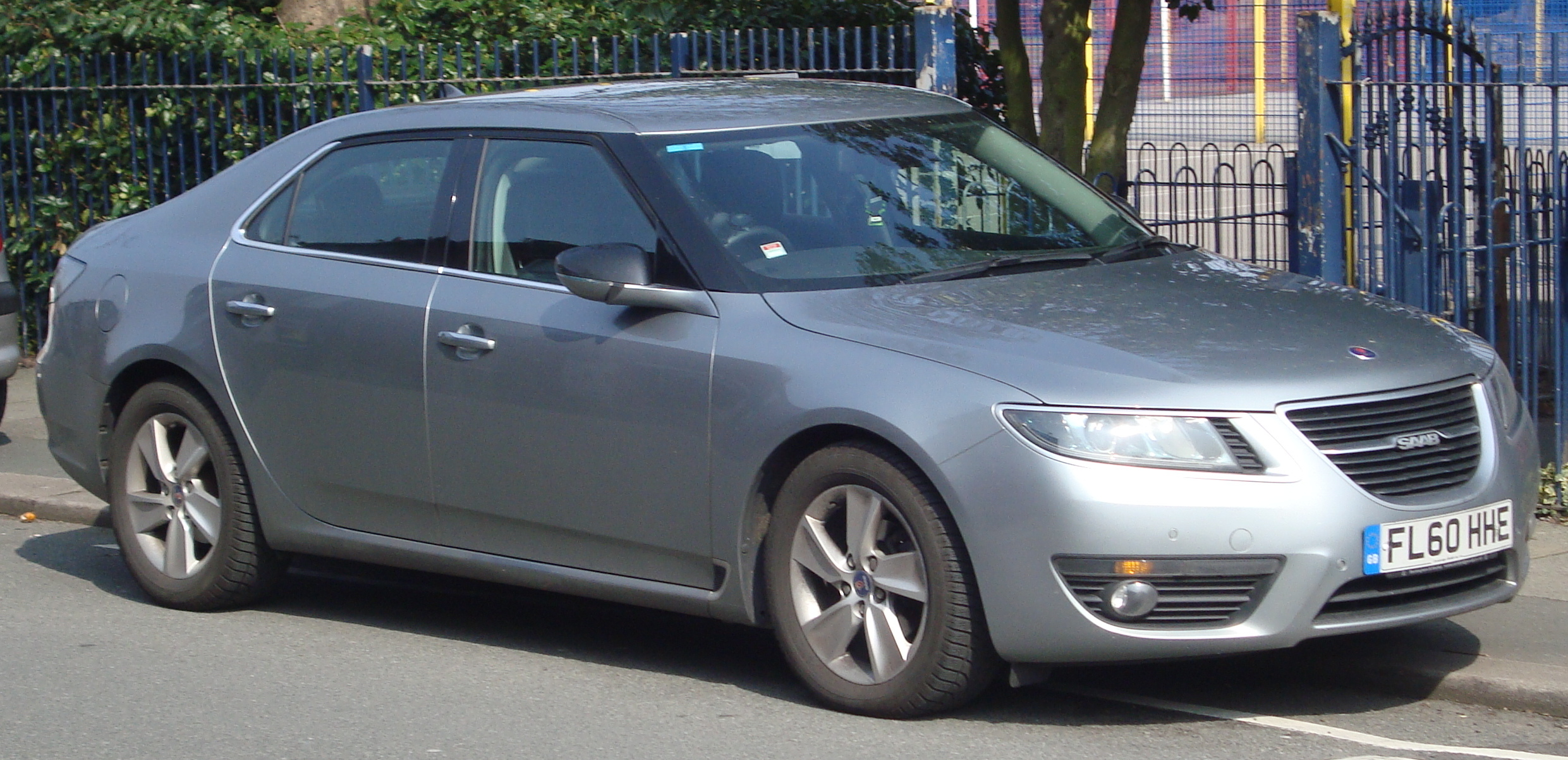
... o per il modello base della Saab 9-5 Mk2.

| Motore 1.6 litri Family I |                              |                                                                             |                          |                |                |                                    |                    |
| Variante | Distribuzione                | Alimentazione                                                               | Rapporto di compressione | Potenza CV/rpm | Coppia Nm/rpm  | Applicazioni                       | Anni di produzione |
| 16SV | SOHC, 2 valvole per cilindro | Carburatore Pierburg 2E3                                                    | 10                       | 82/5400        | 130/2600       | Opel Kadett E 1.6 S                | 1986-91            |
| 16SV | SOHC, 2 valvole per cilindro | Carburatore Pierburg 2E3                                                    | 10                       | 82/5400        | 130/2600       | Opel Ascona C 1.6 S                | 1986-88            |
| 16SV | SOHC, 2 valvole per cilindro | Carburatore Pierburg 2E3                                                    | 10                       | 82/5400        | 130/2600       | Opel Vectra A 1.6 S                | 1988-92            |
| E16NZ | SOHC, 2 valvole per cilindro | Iniezione elettronica indiretta single-point                                | 9,2                      | 75/5200        | 127/3400       | Opel Kadett E 1.6i                 | 1987-88            |
| E16NZ | SOHC, 2 valvole per cilindro | Iniezione elettronica indiretta single-point                                | 9,2                      | 75/5200        | 127/3400       | Opel Ascona C 1.6i1                | 1987-881           |
| E16NZ | SOHC, 2 valvole per cilindro | Iniezione elettronica indiretta single-point                                | 9,2                      | 75/5200        | 127/3400       | Opel Vectra A 1.6i                 | 1988               |
| C16NZ | SOHC, 2 valvole per cilindro | Iniezione elettronica indiretta single-point Rochester-Multec               | 9,2                      | 72/5200        | 122/3200       | Opel Corsa A 1.6 GSi Kat           | 1988-891           |
| C16NZ | SOHC, 2 valvole per cilindro | Iniezione elettronica indiretta single-point Rochester-Multec               | 9,2                      | 75/5200        | 122/3200       | Opel Kadett E 1.6i Kat             | 1986-91            |
| C16NZ | SOHC, 2 valvole per cilindro | Iniezione elettronica indiretta single-point Rochester-Multec               | 9,2                      | 75/5200        | 122/3200       | Opel Astra F 1.6i Kat              | 1991-93            |
| C16NZ | SOHC, 2 valvole per cilindro | Iniezione elettronica indiretta single-point Rochester-Multec               | 9,2                      | 75/5200        | 122/3200       | Opel Vectra A 1.6i Kat             | 1988-92            |
| L73 | SOHC, 2 valvole per cilindro | Iniezione elettronica indiretta single-point                                | 8,6                      | 75/5600        | 122/2800       | Asüna SE/GT                        | 1991-93            |
| L73 | SOHC, 2 valvole per cilindro | Iniezione elettronica indiretta single-point                                | 8,6                      | 75/5600        | 122/2800       | Passport Optima                    | 1991-93            |
| L73 | SOHC, 2 valvole per cilindro | Iniezione elettronica indiretta single-point                                | 8,6                      | 75/5600        | 122/2800       | Pontiac Le Mans 1.6i               | 1987-93            |
| X16SZ | SOHC, 2 valvole per cilindro | Iniezione elettronica indiretta single-point                                | 10                       | 71/5000        | 128/2800       | Opel Astra 1.6i                    | 1993-96            |
| X16SZ | SOHC, 2 valvole per cilindro | Iniezione elettronica indiretta single-point                                | 10                       | 71/5000        | 128/2800       | Opel Vectra A 1.6i                 | 1992-95            |
| X16SZR | SOHC, 2 valvole per cilindro | Iniezione elettronica indiretta Multec                                      | 9,6                      | 75/5200        | 128/2800       | Opel Astra G 1.6i 8v2              | 1998-20002         |
| Z16SE | SOHC, 2 valvole per cilindro | Iniezione elettronica indiretta                                             | 9,6                      | 85/5400        | 138/2600       | Opel Astra G 1.6 8v2               | 2000-042           |
| Z16SE | SOHC, 2 valvole per cilindro | Iniezione elettronica indiretta                                             | 9,6                      | 87/5400        | 138/3000       | Opel Meriva A 1.6 8v2              | 2003-052           |
| Z16SE | SOHC, 2 valvole per cilindro | Iniezione elettronica indiretta                                             | 9,6                      | 87/5400        | 138/3000       | Opel Combo C 1.6 8v                | 2002-04            |
| C16SE / C16SEI | SOHC, 2 valvole per cilindro | Iniezione elettronica indiretta multipoint Bosch LE-Jetronic                | 10                       | 98/5600        | 132/3400       | Opel Corsa A 1.6 GSi Kat           | 1989-92            |
| E16SE | SOHC, 2 valvole per cilindro | Iniezione elettronica indiretta multipoint Bosch LE-Jetronic                | 10                       | 100/5600       | 132/3400       | Opel Corsa A 1.6 GSi               | 1988-89            |
| C16XE | DOHC, 4 valvole per cilindro | Iniezione elettronica indiretta multipoint GM Multec-S                      | 10,5                     | 109/6000       | 150/3800       | Opel Corsa B 1.6 16v GSi           | 1993-94            |
| X16XE | DOHC, 4 valvole per cilindro | Iniezione elettronica indiretta multipoint GM Multec-S                      | 10,5                     | 106/6000       | 148/4000       | Opel Corsa B 1.6 16v GSi           | 1994-2000          |
| X16XE | DOHC, 4 valvole per cilindro | Iniezione elettronica indiretta multipoint GM Multec-S                      | 10,5                     | 106/6000       | 148/4000       | Opel Tigra 1.4 16v                 | 1994-2000          |
| X16XEL | DOHC, 4 valvole per cilindro | Iniezione elettronica indiretta multipoint GM Multec-S                      | 10,5                     | 101/6200       | 148/3500       | Opel Astra F 1.6i 16v              | 1994-98            |
| X16XEL | DOHC, 4 valvole per cilindro | Iniezione elettronica indiretta multipoint GM Multec-S                      | 10,5                     | 101/6200       | 148/3500       | Opel Astra G 1.6i 16v              | 1998-2000          |
| X16XEL | DOHC, 4 valvole per cilindro | Iniezione elettronica indiretta multipoint GM Multec-S                      | 10,5                     | 101/6200       | 148/3500       | Opel Vectra B 1.6i 16v             | 1995-2000          |
| X16XEL | DOHC, 4 valvole per cilindro | Iniezione elettronica indiretta multipoint GM Multec-S                      | 10,5                     | 101/6200       | 148/3500       | Opel Zafira A 1.6i 16v             | 1995-2000          |
| Y16XE | DOHC, 4 valvole per cilindro | Iniezione elettronica indiretta multipoint                                  | 10,5                     | 100/6000       | 150/3600       | Opel Vectra B 1.6 16v              | 2000-01            |
| Z16XE | DOHC, 4 valvole per cilindro | Iniezione elettronica indiretta multipoint                                  | 10,5                     | 101/6200       | 150/3200       | Opel Astra G 1.6 16v               | 2000-05            |
| Z16XE | DOHC, 4 valvole per cilindro | Iniezione elettronica indiretta multipoint                                  | 10,5                     | 101/6200       | 150/3200       | Opel Vectra B 1.6 16v              | 2001-02            |
| Z16XE | DOHC, 4 valvole per cilindro | Iniezione elettronica indiretta multipoint                                  | 10,5                     | 101/6200       | 150/3200       | Opel Vectra C 1.6 16v              | 2004-05            |
| Z16XE | DOHC, 4 valvole per cilindro | Iniezione elettronica indiretta multipoint                                  | 10,5                     | 101/6200       | 150/3200       | Opel Meriva A 1.6 16v              | 2003-06            |
| Z16XE | DOHC, 4 valvole per cilindro | Iniezione elettronica indiretta multipoint                                  | 10,5                     | 101/6200       | 150/3200       | Opel Zafira A 1.6 16v              | 2000-05            |
| Z16XEP | DOHC, 4 valvole per cilindro | Iniezione elettronica indiretta multipoint                                  | 10,5                     | 103/6000       | 147/3600       | Opel Astra G 1.6 16v Twinport      | 2003-053           |
| Z16XEP | DOHC, 4 valvole per cilindro | Iniezione elettronica indiretta multipoint                                  | 10,5                     | 105/6000       | 150/3900       | Opel Astra H 1.6 16v Twinport      | 2004-06            |
| Z16XEP | DOHC, 4 valvole per cilindro | Iniezione elettronica indiretta multipoint                                  | 10,5                     | 105/6000       | 150/3900       | Opel Vectra C 1.6 16v Twinport     | 2005-08            |
| Z16XEP | DOHC, 4 valvole per cilindro | Iniezione elettronica indiretta multipoint                                  | 10,5                     | 105/6000       | 150/3900       | Opel Meriva A 1.6 16v Twinport     | 2005-09            |
| Z16XEP | DOHC, 4 valvole per cilindro | Iniezione elettronica indiretta multipoint                                  | 10,5                     | 105/6000       | 150/3900       | Opel Zafira B 1.6 16v Twinport     | 2005-07            |
| Z16XE1 | DOHC, 4 valvole per cilindro | Iniezione elettronica indiretta multipoint                                  | 10,5                     | 105/6000       | 150/3900       | Opel Astra H 1.6 16v Twinport      | 2006-07            |
| Z16XER | DOHC, 4 valvole per cilindro | Iniezione elettronica indiretta multipoint                                  | 11,1                     | 115/6000       | 155/4000       | Opel Astra H 1.6 16v               | 2006-10            |
| A16XER | DOHC, 4 valvole per cilindro | Iniezione elettronica indiretta multipoint                                  | 10,8                     | 115/6000       | 155/4000       | Chevrolet Aveo / Sonic 1.6 16v4    | 10/2011-08/20144   |
| A16XER | DOHC, 4 valvole per cilindro | Iniezione elettronica indiretta multipoint                                  | 10,8                     | 115/6000       | 155/4000       | Chevrolet Cruze Mk1 1.6 16v4       | 2008-164           |
| A16XER | DOHC, 4 valvole per cilindro | Iniezione elettronica indiretta multipoint                                  | 10,8                     | 115/6000       | 155/4000       | Opel Astra J 1.6 16v5              | 2009-125           |
| A16XER | DOHC, 4 valvole per cilindro | Iniezione elettronica indiretta multipoint                                  | 10,8                     | 115/6000       | 155/4000       | Opel Insignia 1.6 16v              | 2008-12            |
| A16XER | DOHC, 4 valvole per cilindro | Iniezione elettronica indiretta multipoint                                  | 10,8                     | 115/6000       | 155/4000       | Opel Zafira B 1.6 16v              | 2008-12            |
| A16XER | DOHC, 4 valvole per cilindro | Iniezione elettronica indiretta multipoint                                  | 10,8                     | 115/6000       | 155/4000       | Opel Mokka 1.6 16v                 | 2012-15            |
| B16XER | DOHC, 4 valvole per cilindro | Iniezione elettronica indiretta multipoint                                  | 10,8                     | 115/6000       | 155/4000       | Opel Astra J 1.6 16v5              | 2012-155           |
| B16XER | DOHC, 4 valvole per cilindro | Iniezione elettronica indiretta multipoint                                  | 10,8                     | 115/6000       | 155/4000       | Opel Mokka 1.6 16v                 | 2015-16            |
| B16XER | DOHC, 4 valvole per cilindro | Iniezione elettronica indiretta multipoint                                  | 10,8                     | 115/6000       | 155/4000       | Opel Mokka X 1.6 16v               | 2016-18            |
| Z16LEL | DOHC, 4 valvole per cilindro | Iniezione elettronica indiretta multipoint + turbocompressore e intercooler | 8,8                      | 150/5000       | 210/ 1850-4900 | Opel Corsa D 1.6 GSi               | 2006-10            |
| Z16LET | DOHC, 4 valvole per cilindro | Iniezione elettronica indiretta multipoint + turbocompressore e intercooler | 8,8                      | 180/5500       | 230/ 1980-5400 | Opel Astra H 1.6 Turbo             | 2006-10            |
| Z16LET | DOHC, 4 valvole per cilindro | Iniezione elettronica indiretta multipoint + turbocompressore e intercooler | 8,8                      | 180/5500       | 230/ 1980-5400 | Opel Meriva A 1.6 16v Turbo OPC    | 2006-09            |
| Z16LER | DOHC, 4 valvole per cilindro | Iniezione elettronica indiretta multipoint + turbocompressore e intercooler | 8,8                      | 192/5850       | 230/ 1980-5800 | Opel Corsa D 1.6 Turbo OPC         | 2007-10            |
| A16LET | DOHC, 4 valvole per cilindro | Iniezione elettronica indiretta multipoint + turbocompressore e intercooler | 8,8                      | 180/5500       | 230/ 2200-5400 | Opel Astra J 1.6 Turbo             | 2010-12            |
| A16LET | DOHC, 4 valvole per cilindro | Iniezione elettronica indiretta multipoint + turbocompressore e intercooler | 8,8                      | 180/5500       | 230/ 2200-5400 | Opel Insignia 1.6 Turbo            | 2008-13            |
| A16LET | DOHC, 4 valvole per cilindro | Iniezione elettronica indiretta multipoint + turbocompressore e intercooler | 8,8                      | 180/5500       | 230/ 2200-5400 | Saab 9-5 Mk2 1.6T                  | 2010-11            |
| A16LET | DOHC, 4 valvole per cilindro | Iniezione elettronica indiretta multipoint + turbocompressore e intercooler | 8,8                      | 182/5500       | 235/ -         | Chevrolet Cruze Mk1 1.6 Turbo      | 2011-166           |
| A16LER | DOHC, 4 valvole per cilindro | Iniezione elettronica indiretta multipoint + turbocompressore e intercooler | 8,8                      | 192/5850       | 230/ 1980-5800 | Opel Corsa D 1.6 Turbo OPC         | 2010-13            |
| A16LES | DOHC, 4 valvole per cilindro | Iniezione elettronica indiretta multipoint + turbocompressore e intercooler | 8,8                      | 210/5850       | 250/ 2250-5800 | Opel Corsa OPC Nürburgring Edition | 2011-13            |
| B16LER | DOHC, 4 valvole per cilindro | Iniezione elettronica indiretta multipoint + turbocompressore e intercooler | 8,8                      | 192/5850       | 230/ 1980-5800 | Opel Corsa D 1.6 Turbo OPC         | 2013-14            |
| B16LES | DOHC, 4 valvole per cilindro | Iniezione elettronica indiretta multipoint + turbocompressore e intercooler | 8,8                      | 210/5850       | 250/ 2250-5800 | Opel Corsa OPC Nürburgring Edition | 2013-14            |
| B16LES | DOHC, 4 valvole per cilindro | Iniezione elettronica indiretta multipoint + turbocompressore e intercooler | 8,8                      | 210/5850       | 250/ 2250-5800 | Opel Corsa E 1.6 16v Turbo OPC     | 2015-18            |
| Z16YNG | DOHC, 4 valvole per cilindro | Iniezione elettronica multipoint benzina/metano                             | 12,5                     | 97/6200        | 140/4200       | Opel Astra G 1.6 16v CNG           | 2003-04            |
| Z16YNG | DOHC, 4 valvole per cilindro | Iniezione elettronica multipoint benzina/metano                             | 12,5                     | 97/6200        | 140/4200       | Opel Zafira A 1.6 16v CNG          | 2002-05            |
| Z16YNG | DOHC, 4 valvole per cilindro | Iniezione elettronica multipoint benzina/metano                             | 12,5                     | 97/6200        | 140/4200       | Opel Combo C 1.6 16v CNG           | 2005-10            |
| Z16YNG | DOHC, 4 valvole per cilindro | Iniezione elettronica multipoint benzina/metano                             | 12,8                     | 94/6200        | 133/4200       | Opel Zafira B 1.6 16v CNG          | 2006-10            |
| Z16YNG | DOHC, 4 valvole per cilindro | Iniezione elettronica multipoint benzina/metano                             | 12,8                     | 94/6200        | 133/4200       | Opel Combo C 1.6 16v CNG           | 2006-10            |
| Z16XNT | DOHC, 4 valvole per cilindro | Iniezione elettronica multipoint benzina/metano + turbocompressore          | 10,5                     | 150/5000       | 210/ 2300-5000 | Opel Zafira B 1.6 CNG Turbo        | 2009-10            |
| A16XNT | DOHC, 4 valvole per cilindro | Iniezione elettronica multipoint benzina/metano + turbocompressore          | 10,5                     | 150/5000       | 210/ 2300-5000 | Opel Zafira B 1.6 CNG Turbo        | 2010-11            |
| A16XNT | DOHC, 4 valvole per cilindro | Iniezione elettronica multipoint benzina/metano + turbocompressore          | 10,5                     | 150/5000       | 210/ 2300-5000 | Opel Zafira Tourer 1.6 CNG Turbo   | 2012-14            |
| B16XNT | DOHC, 4 valvole per cilindro | Iniezione elettronica multipoint benzina/metano + turbocompressore          | 10,5                     | 150/5000       | 210/ 2300-5000 | Opel Zafira Tourer 1.6 CNG Turbo   | 2012-18            |
| Note: 1Solo per alcuni mercati 2Solo per alcuni mercati fra cui quello britannico, con il marchio Vauxhall 3Fino al 2009 prodotta in Polonia come Chevrolet Viva per il solo mercato russo 4Dal 2015 non più per i mercati europei: per queste applicazioni, il motore prende la sigla LDE 5Solo per alcuni mercati 6Dal 2015 non più per i mercati europei: per questa applicazione il motore prende la sigla LLU |                              |                                                                             |                          |                |                |                                    |                    |

### Versioni da 1,8 litri

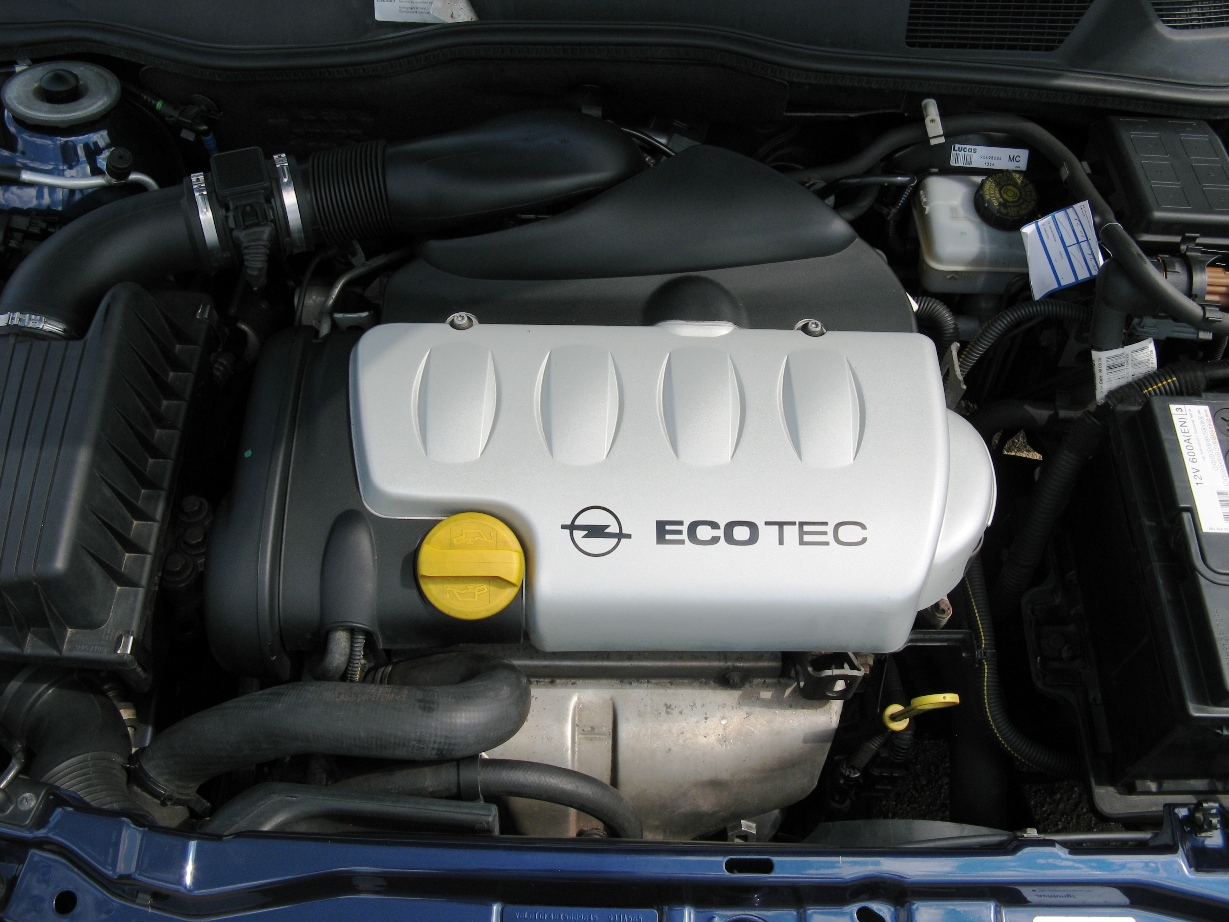
Un motore X18XE1

Se il 1.6 Family I è stato proposto in numerose varianti, lo stesso non si può dire a proposito del 1.8 appartenente alla stessa famiglia di motori. Esso venne infatti declinato in una decina di varianti, delle quali la metà venne destinata a mercati esteri, in particolare a quello brasiliano, e per questo tali varianti sono state progettate in maniera tale da funzionare anche a etanolo, un carburante ecologico ampiamente utilizzato in Brasile. Introdotto a partire dal 1998 in sostituzione del 1.8 Family II, ossia l'altro 1.8 utilizzato dalla Opel e da altre Case gravitanti nell'orbita del gruppo GM, con quest'ultimo il 1.8 Family I non aveva nulla a che vedere. Infatti, cambiavano le misure di alesaggio e corsa, che nel 1.8 Family I erano pari a 80,5x88,2 mm, anche se la cilindrata rimaneva sempre di 1796 cm3. Tutte quante le varianti di 1.8 Family I sono comunque caratterizzate dalla distribuzione bialbero in testa a 4 valvole per cilindro e dall'alimentazione a iniezione elettronica multipoint. Per quanto riguarda i motori bi-fuel benzina/etanolo le prestazioni cambiano a seconda del carburante selezionato. Prendendo ad esempio l'unità N18XFH, nel caso di alimentazione a benzina, la potenza massima è di 102 CV a 5200 giri/min, con una coppia massima pari a 165 Nm a 2800 giri/min. Ma nel caso in cui ci si affidasse all'etanolo, le prestazioni salgono leggermente e si portano a 109 CV di potenza massima a 5400 giri/min, con un picco di coppia pari a 178 Nm a 3000 giri/min. Di seguito vengono riportate le caratteristiche dei vari motori 1.8 Family I esistiti:
| Motore 1.8 litri Family I |                              |                                            |                          |                |               |                                      |                    |
| Variante | Distribuzione                | Alimentazione                              | Rapporto di compressione | Potenza CV/rpm | Coppia Nm/rpm | Applicazioni                         | Anni di produzione |
| N18XFH | SOHC, 2 valvole per cilindro | Iniezione elettronica indiretta multipoint | 9,4                      | 102/5200       | 165/2800      | Chevrolet Corsa 1.8i Flexpower       | 2002-03            |
| N18XFH | SOHC, 2 valvole per cilindro | Iniezione elettronica indiretta multipoint | 10,5                     | 105/54001      | 170/30001     | Chevrolet Corsa 1.8i Flexpower       | 2003-05            |
| N18XFH | SOHC, 2 valvole per cilindro | Iniezione elettronica indiretta multipoint | 10,5                     | 105/54001      | 170/30001     | Chevrolet Montana Mk1 1.8i Flexpower | 2003-10            |
| N18XFH | SOHC, 2 valvole per cilindro | Iniezione elettronica indiretta multipoint | 10,5                     | 112/56002      | 174/28002     | Chevrolet Corsa 1.8i Flexpower       | 2005-07            |
| N18XFH | SOHC, 2 valvole per cilindro | Iniezione elettronica indiretta multipoint | 10,5                     | 112/56002      | 174/28002     | Chevrolet Montana Mk2 1.8i Flexpower | dal 2010           |
| X18XE1 | DOHC, 4 valvole per cilindro | Iniezione elettronica indiretta multipoint | 10,5                     | 116/5400       | 170/3400      | Opel Astra G 1.8 16v                 | 1998-2000          |
| X18XE1 | DOHC, 4 valvole per cilindro | Iniezione elettronica indiretta multipoint | 10,5                     | 116/5400       | 170/3400      | Opel Vectra B 1.8 16v                | 1999-2000          |
| X18XE1 | DOHC, 4 valvole per cilindro | Iniezione elettronica indiretta multipoint | 10,5                     | 116/5400       | 170/3400      | Opel Zafira A 1.8 16v                | 1999-2000          |
| Z18XEL3 | DOHC, 4 valvole per cilindro | Iniezione elettronica indiretta multipoint | 10,5                     | 115/5600       | 170/3800      | Opel Astra G 1.8 16v3                | 2000-04            |
| Z18XEL3 | DOHC, 4 valvole per cilindro | Iniezione elettronica indiretta multipoint | 10,5                     | 115/5600       | 170/3800      | Opel Vectra B 1.8 16v3               | 2000-02            |
| Z18XE | DOHC, 4 valvole per cilindro | Iniezione elettronica indiretta multipoint | 10,5                     | 122/6000       | 167/3800      | Opel Signum 1.8 16v                  | 2003-05            |
| Z18XE | DOHC, 4 valvole per cilindro | Iniezione elettronica indiretta multipoint | 10,5                     | 122/6000       | 167/3800      | Saab 9-3 mk2 1.8 i                   | 2004-09            |
| Z18XE | DOHC, 4 valvole per cilindro | Iniezione elettronica indiretta multipoint | 10,5                     | 125/5600       | 170/3800      | Opel Corsa C 1.8 16v                 | 2001-06            |
| Z18XE | DOHC, 4 valvole per cilindro | Iniezione elettronica indiretta multipoint | 10,5                     | 125/5600       | 170/3800      | Opel Astra G 1.8 16v                 | 2000-05            |
| Z18XE | DOHC, 4 valvole per cilindro | Iniezione elettronica indiretta multipoint | 10,5                     | 125/5600       | 170/3800      | Opel Astra H 1.8 16v                 | 2004-05            |
| Z18XE | DOHC, 4 valvole per cilindro | Iniezione elettronica indiretta multipoint | 10,5                     | 125/5600       | 170/3800      | Opel Vectra B 1.8 16v                | 2000-02            |
| Z18XE | DOHC, 4 valvole per cilindro | Iniezione elettronica indiretta multipoint | 10,5                     | 125/5600       | 170/3800      | Opel Vectra C 1.8 16v                | 2002-05            |
| Z18XE | DOHC, 4 valvole per cilindro | Iniezione elettronica indiretta multipoint | 10,5                     | 125/5600       | 170/3800      | Opel Zafira A 1.8 16v                | 2000-05            |
| Z18XER | DOHC, 4 valvole per cilindro | Iniezione elettronica indiretta multipoint | 10,5                     | 140/6300       | 175/3800      | Alfa Romeo 159 1.8 16v               | 2005-10            |
| Z18XER | DOHC, 4 valvole per cilindro | Iniezione elettronica indiretta multipoint | 10,5                     | 140/6300       | 175/3800      | Fiat Croma 1.8 16v                   | 2005-10            |
| Z18XER | DOHC, 4 valvole per cilindro | Iniezione elettronica indiretta multipoint | 10,5                     | 140/6300       | 175/3800      | Opel Astra H 1.8 16v                 | 2006-10            |
| Z18XER | DOHC, 4 valvole per cilindro | Iniezione elettronica indiretta multipoint | 10,5                     | 140/6300       | 175/3800      | Opel Vectra C 1.8 16v                | 2005-08            |
| Z18XER | DOHC, 4 valvole per cilindro | Iniezione elettronica indiretta multipoint | 10,5                     | 140/6300       | 175/3800      | Opel Signum 1.8 16v                  | 2006-08            |
| Z18XER | DOHC, 4 valvole per cilindro | Iniezione elettronica indiretta multipoint | 10,5                     | 140/6300       | 175/3800      | Opel Zafira B 1.8 16v Ecotec         | 2005-10            |
| A18XEL | DOHC, 4 valvole per cilindro | Iniezione elettronica indiretta multipoint | 10,5                     | 115/5600       | 175/3800      | Opel Zafira Tourer 1.8 16v           | 2012-15            |
| A18XEL | DOHC, 4 valvole per cilindro | Iniezione elettronica indiretta multipoint | 10,5                     | 120/5600       | 175/3800      | Opel Zafira B 1.8 16v                | 2013-14            |
| A18XER | DOHC, 4 valvole per cilindro | Iniezione elettronica indiretta multipoint | 10,5                     | 140/6300       | 175/3800      | Opel Insignia A 1.8 16v              | 2008-11            |
| A18XER | DOHC, 4 valvole per cilindro | Iniezione elettronica indiretta multipoint | 10,5                     | 140/6300       | 175/3800      | Opel Insignia A 1.8 16v              | 2012-13            |
| A18XER | DOHC, 4 valvole per cilindro | Iniezione elettronica indiretta multipoint | 10,5                     | 140/6300       | 175/3800      | Opel Zafira Tourer 1.8 16v Ecotec    | 2010-14            |
| A18XER | DOHC, 4 valvole per cilindro | Iniezione elettronica indiretta multipoint | 10,5                     | 140/6300       | 175/3800      | Chevrolet Orlando 1.8 16v4           | dal 20115          |
| P18XER (LWE) / U18XFR (LUW) | DOHC, 4 valvole per cilindro | Iniezione elettronica indiretta multipoint | 10,5                     | 140/6300       | 175/3800      | Chevrolet Sonic 1.8 16v3             | dal 20125          |
| P18XER (LWE) / U18XFR (LUW) | DOHC, 4 valvole per cilindro | Iniezione elettronica indiretta multipoint | 10,5                     | 140/6300       | 175/3800      | Chevrolet Cruze Mk1 1.8 16v          | 2008-165           |
| Note: 1Dati relativi all'alimentazione a benzina: nel caso di alimentazione a etanolo, i valori salgono rispettivamente a 109 CV e a 178 Nm 2Dati relativi all'alimentazione a benzina: nel caso di alimentazione a etanolo, la potenza sale a 114 CV, mentre la coppia massima rimane invariata 3Solo per alcuni mercati 4Per questa applicazione, il motore viene solitamente indicato con la sigla 2H0 5Dal 2015 non più per i mercati europei |                              |                                            |                          |                |               |                                      |                    |

### Versioni E-TEC

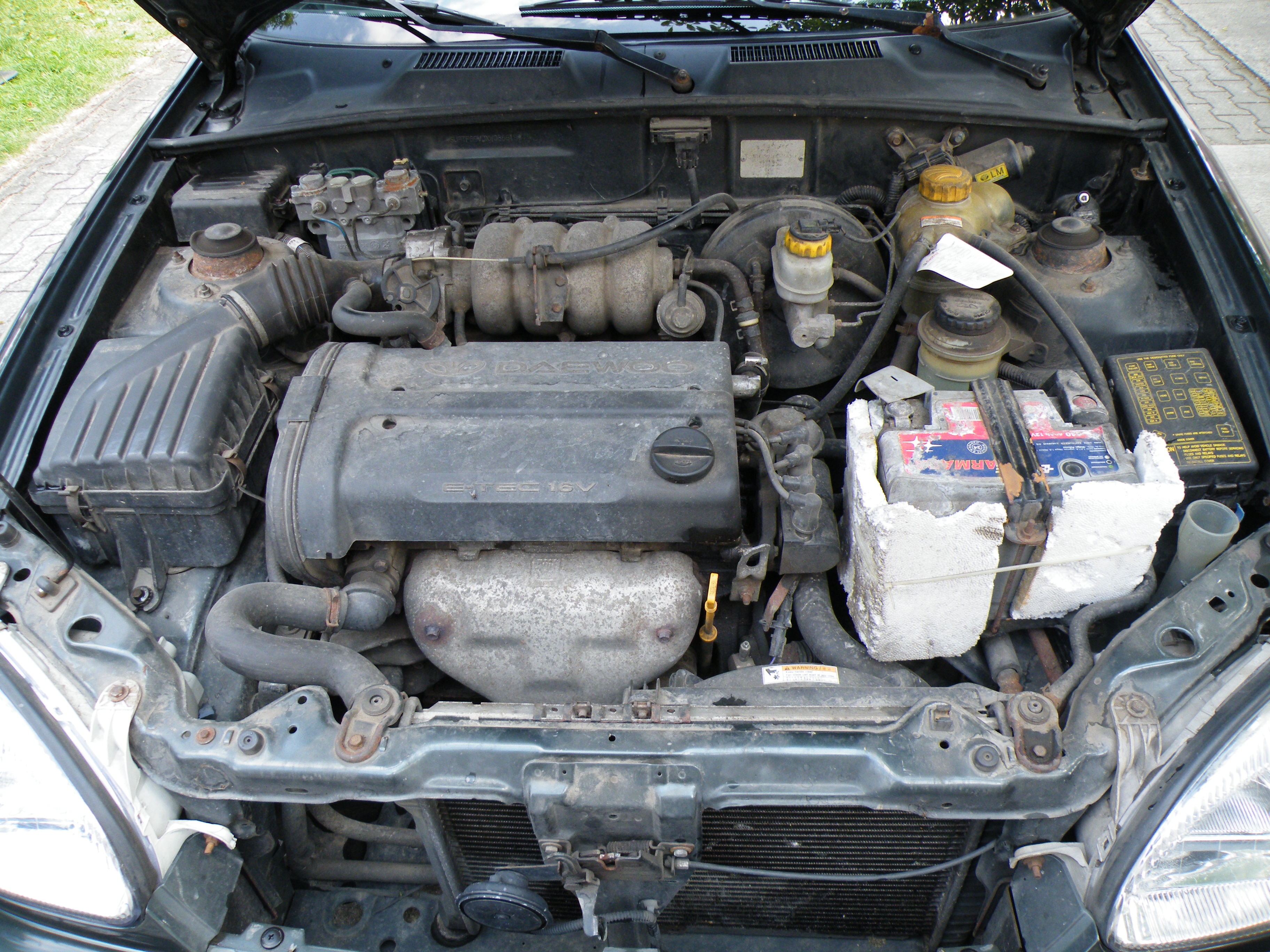
Il 1.5 E-TEC sotto il cofano di una Daewoo Lanos

Appartenente ai motori Family I è anche una sottobranca di tali motori, progettata e sviluppata dalla sudcoreana Daewoo durante gli anni '90 e suddivisa in quattro livelli di cilindrata. Tali motori, noti con la sigla E-TEC, nacquero in configurazione monoalbero per poi essere proposti anche con testata a due assi a camme e a 4 valvole per cilindro. I motori E-TEC da 1,3 e 1,5 litri furono le varianti originarie monoalbero e furono proposti in cilindrate di 1349 e 1498 cm3. Durante il passaggio alla configurazione bialbero, il motore 1.3 venne sostituito da una variante a corsa lunga con cilindrata di 1.4 litri, mentre il 1.5 rimase fondamentalmente invariato nella sua architettura di base (tranne ovviamente il nuovo schema di distribuzione) e vi fu invece larrivo di un nuovo motore E-TEC, derivato invece direttamente dal già descritto 1.6 Family I e che ne condivise il monoblocco di base e le misure fondamentali di alesaggio e corsa, e pertanto anche la cilindrata. Questi motori venivano tutti costruiti presso lo stabilimento Daewoo di Bupyeong (successivamente divenuto GM Korea in seguito al fallimento della Daewoo stessa). Nel 2008, questi motori vennero sostituiti dalle più recenti evoluzioni dei motori Family I, la cui produzione sarebbe stata in parte affidata anche allo stesso stabilimento di Bupyeong. Di seguito vengono riassunte le caratteristiche e le applicazioni dei motori E-TEC:
| Motori E-TEC |            |                        |                              |                          |                |               |                              |                    |
| Variante | Cilindrata | Alesaggio x corsa (mm) | Distribuzione                | Rapporto di compressione | Potenza CV/rpm | Coppia Nm/rpm | Applicazioni                 | Anni di produzione |
| A13SMS | 1349       | 76,5 x 73,4            | SOHC, 2 valvole per cilindro | 9,5                      | 75/5400        | 115/3400      | Daewoo Lanos 1.4i S          | 2000-02            |
| A13SMS | 1349       | 76,5 x 73,4            | SOHC, 2 valvole per cilindro | 9,5                      | 84/6000        | 119/3400      | Daewoo Lanos 1.3i            | 1997-2000          |
| A13SMS | 1349       | 76,5 x 73,4            | SOHC, 2 valvole per cilindro | 9,5                      | 82/6000        | 114/3400      | Daewoo Lanos 1.3i            | 2000-021           |
| A15SMS / LV8 | 1498       | 76,5 x 81,5            | SOHC, 2 valvole per cilindro | 9                        | 71/5200        | 113/3400      | Daewoo LeMans 1.5i           | 1991-97            |
| A15SMS / LV8 | 1498       | 76,5 x 81,5            | SOHC, 2 valvole per cilindro | 9                        | 78/5400        | 127/3200      | Daewoo Nexia 1.5i GL         | 1993-97            |
| A15SMS / LV8 | 1498       | 76,5 x 81,5            | SOHC, 2 valvole per cilindro | 9,5                      | 86/5400        | 131/3000      | Daewoo Kalos 1.5i            | 2002-07 1          |
| A15SMS / LV8 | 1498       | 76,5 x 81,5            | SOHC, 2 valvole per cilindro | 9,5                      | 86/5400        | 131/3000      | Daewoo Lanos 1.5i S          | 2000-02            |
| A15SMS / LV8 | 1498       | 76,5 x 81,5            | SOHC, 2 valvole per cilindro | 9,2                      | 88/4800        | 137/3400      | Daewoo Nexia 1.5i GTX / GLX  | 1993-97            |
| A15SMS / LV8 | 1498       | 76,5 x 81,5            | SOHC, 2 valvole per cilindro | 9,5                      | 96/5800        | 137/3000      | Daewoo Lanos 1.5i            | 1997-2000          |
| L95 | 1399       | 77,9 x 73,4            | DOHC, 4 valvole per cilindro | 9,5                      | 83/5600        | 123/3000      | Daewoo Kalos 1.4i            | 2002-03 2          |
| L95 | 1399       | 77,9 x 73,4            | DOHC, 4 valvole per cilindro | 9,5                      | 94/6200        | 130/3400      | Daewoo Kalos 1.4i            | 2003-05 3          |
| A15MF | 1498       | 76,5 x 81,5            | DOHC, 4 valvole per cilindro | -                        | 84/5400        | 131/3000      | Daewoo Nexia/Cielo 1.5 16v4  | -                  |
| A15DMS | 1498       | 76,5 x 81,5            | DOHC, 4 valvole per cilindro | 9                        | 90/5400        | 136/3400      | Daewoo Espero 1.5            | 1993-96 1          |
| A15DMS | 1498       | 76,5 x 81,5            | DOHC, 4 valvole per cilindro | 9,5                      | 101/6000       | 131/3400      | Daewoo Lanos 1.5i 16v        | 2000-02            |
| A15DMS | 1498       | 76,5 x 81,5            | DOHC, 4 valvole per cilindro | 9,5                      | 107/6000       | 137/4200      | Daewoo Nubira 1.5i 16v       | 1997-99            |
| A15DMS | 1498       | 76,5 x 81,5            | DOHC, 4 valvole per cilindro | 9,5                      | 107/6000       | 137/4200      | Daewoo Lacetti 1.5i 16v      | 2004-05            |
| A16DMS/L91/LXT | 1598       | 79 x 81,5              | DOHC, 4 valvole per cilindro | 9,5                      | 103/5800       | 142/3800      | Daewoo Nubira 1.6 SE         | 2001-03            |
| A16DMS/L91/LXT | 1598       | 79 x 81,5              | DOHC, 4 valvole per cilindro | 9,5                      | 106/6000       | 145/3400      | Daewoo Lanos 1.6 SX          | 2000-02            |
| A16DMS/L91/LXT | 1598       | 79 x 81,5              | DOHC, 4 valvole per cilindro | 9,5                      | 106/5800       | 145/3800      | Daewoo Nubira 1.6 SX         | 1997-01            |
| A16DMS/L91/LXT | 1598       | 79 x 81,5              | DOHC, 4 valvole per cilindro | 9,5                      | 109/5800       | 150/4000      | Daewoo Lacetti 1.6 SE        | 2003-05            |
| A16DMS/L91/LXT | 1598       | 79 x 81,5              | DOHC, 4 valvole per cilindro | 9,5                      | 113/5600       | 160/3400      | Daewoo Lanos Romeo Sport 1.6 | 1999-2000          |
| Note: 1Solo per i mercati asiatici 2Solo per i mercati europei 3Solo per il Regno Unito 4Solo per alcuni mercati non specificati |            |                        |                              |                          |                |               |                              |                    |